# Coupe d'Angleterre de football 2023-2024
 (novembre 2023).
Navigation
Coupe d'Angleterre 2022-2023 Coupe d'Angleterre 2024-2025
La Coupe d'Angleterre 2023-2024 est la 143e édition de la FA Cup, la coupe principale dans le football anglais et la plus vieille compétition à élimination directe du monde. Elle commence par le 1er tour, le 4 novembre 2023, et se termine par la finale, le 25 mai 2024.
Le vainqueur de la compétition se qualifie pour la phase de ligue de la Ligue Europa 2024-2025.

## Calendrier
Le calendrier est le suivant :
| Tour                                                                                                 | Nom                              | Dates retenues            | Équipes entrantes         | Équipes participantes     | Équipes gagnantes         |
| Phase préliminaire (2023)                                                                            | Phase préliminaire (2023)        | Phase préliminaire (2023) | Phase préliminaire (2023) | Phase préliminaire (2023) | Phase préliminaire (2023) |
| --- | -------------------------------- | ------------------------- | ------------------------- | ------------------------- | ------------------------- |
| Entrée des 95 moins bon club de division 8, division 9 et les clubs les mieux classés de division 10 |                                  |                           |                           |                           |                           |
| 1 | Tour préliminaire supplémentaire | samedi 5 août 2023        | 416                       | 416                       | 208                       |
| Entrée des autres clubs de division 8                                                                |                                  |                           |                           |                           |                           |
| 2 | Tour préliminaire                | samedi 19 août 2023       | 64                        | 272                       | 136                       |
| Entrée des clubs de division 7                                                                       |                                  |                           |                           |                           |                           |
| 3 | Premier tour préliminaire        | samedi 2 septembre 2023   | 88                        | 224                       | 112                       |
| Entrée des 48 clubs de National League North et de National League South                             |                                  |                           |                           |                           |                           |
| 4 | Deuxième tour préliminaire       | samedi 16 septembre 2023  | 48                        | 160                       | 80                        |
| 5 | Troisième tour préliminaire      | samedi 30 septembre 2023  | -                         | 80                        | 40                        |
| Entrée des 24 clubs de National League                                                               |                                  |                           |                           |                           |                           |
| 6 | Quatrième tour préliminaire      | samedi 14 octobre 2023    | 24                        | 64                        | 32                        |
| Phase finale (2023 et 2024)                                                                          |                                  |                           |                           |                           |                           |
| Entrée des 24 clubs de League One et des 24 clubs de League Two                                      |                                  |                           |                           |                           |                           |
| 7 | Premier tour                     | samedi 4 novembre 2023    | 48                        | 80                        | 40                        |
| 8 | Deuxième tour                    | samedi 2 décembre 2023    | -                         | 40                        | 20                        |
| Entrée des 20 clubs de Premier League et des 24 clubs de Championship                                |                                  |                           |                           |                           |                           |
| 9 | Troisième tour (1/32 de finale)  | samedi 6 janvier 2024     | 44                        | 64                        | 32                        |
| 10                                                                                                   | Quatrième tour (1/16 de finale)  | samedi 27 janvier 2024    | -                         | 32                        | 16                        |
| 11                                                                                                   | Cinquième tour (1/8 de finale)   | mercredi 28 février 2024  | -                         | 16                        | 8                         |
| 12                                                                                                   | Quarts de finale                 | samedi 16 mars 2024       | -                         | 8                         | 4                         |
| 13                                                                                                   | Demi-finales au Stade de Wembley | samedi 20 avril 2024      | -                         | 4                         | 2                         |
| 14                                                                                                   | Finale au Stade de Wembley       | samedi 25 mai 2024        | -                         | 2                         | 1                         |

## Résultats

### Phase préliminaire
Plusieurs centaines de matchs sont joués lors des tours préliminaires. Seuls sont indiqués ici les résultats à partir de la phase finale.

### Phase finale

#### Premier tour

##### Participants
Les 32 clubs qualifiés du quatrième tour préliminaire sont rejoints par les 24 clubs de League One et des 24 clubs de League Two qui entrent à ce tour.

Le tirage au sort a lieu le dimanche 15 octobre.

##### Rencontres
| 3 novembre 2023 | Barnsley FC (3)                            | 3 - 3   | Horsham FC (7)                                  |                                                                     |                                                                     |
| 20h45           | Watters 14e · Jaló 45+1e · de Gevigney 64e | (2 - 2) | 22e Fenelon · 38e (pen.) Hammond · 81e Richards | Oakwell Stadium, Barnsley Spectateurs : 4 463 Arbitrage : Ben Toner | Oakwell Stadium, Barnsley Spectateurs : 4 463 Arbitrage : Ben Toner |
| 20h45           | Rapport                                    |         |                                                 | Oakwell Stadium, Barnsley Spectateurs : 4 463 Arbitrage : Ben Toner | Oakwell Stadium, Barnsley Spectateurs : 4 463 Arbitrage : Ben Toner |

| 3 novembre 2023 | Sheppey United (8)  | 1 - 4   | Walsall FC (4)                                                |                                                                      |                                                                      |
| 20h45           | Bessey-Saldanha 21e | (1 - 1) | 32e James-Taylor · 53e Knowles · 63e Tierney · 87e Hutchinson | Holm Park, Île de Sheppey Spectateurs : 1 450 Arbitrage : Tom Reeves | Holm Park, Île de Sheppey Spectateurs : 1 450 Arbitrage : Tom Reeves |
| 20h45           | Rapport             |         |                                                               | Holm Park, Île de Sheppey Spectateurs : 1 450 Arbitrage : Tom Reeves | Holm Park, Île de Sheppey Spectateurs : 1 450 Arbitrage : Tom Reeves |

| 4 novembre 2023 | Northampton Town (3) | 1 - 3   | Barrow AFC (4)                        |                                                                            |                                                                            |
| 14h30           | Pinnock 29e          | (1 - 1) | 9e Acquah · 52e White · 72e Whitfield | Sixfields Stadium, Northampton Spectateurs : 3 187 Arbitrage : Paul Howard | Sixfields Stadium, Northampton Spectateurs : 3 187 Arbitrage : Paul Howard |
| 14h30           | Rapport              |         |                                       | Sixfields Stadium, Northampton Spectateurs : 3 187 Arbitrage : Paul Howard | Sixfields Stadium, Northampton Spectateurs : 3 187 Arbitrage : Paul Howard |

| 4 novembre 2023 | Curzon Ashton (6) | 0 - 1   | Barnet FC (5) |                                                                               |                                                                               |
| 16h00           |                   | (0 - 1) | 15e Kabamba   | Stade Tameside, Ashton-under-Lyne Spectateurs : 626 Arbitrage : Gareth Rhodes | Stade Tameside, Ashton-under-Lyne Spectateurs : 626 Arbitrage : Gareth Rhodes |
| 16h00           | Rapport           |         |               | Stade Tameside, Ashton-under-Lyne Spectateurs : 626 Arbitrage : Gareth Rhodes | Stade Tameside, Ashton-under-Lyne Spectateurs : 626 Arbitrage : Gareth Rhodes |

| 4 novembre 2023 | Alfreton Town (6)      | 2 - 0   | Worthing FC (6) |                                                                     |                                                                     |
| 16h00           | Newall 73e · Digie 87e | (0 - 0) |                 | North Street, Alfreton Spectateurs : 1 043 Arbitrage : Paul Marsden | North Street, Alfreton Spectateurs : 1 043 Arbitrage : Paul Marsden |
| 16h00           | Rapport                |         |                 | North Street, Alfreton Spectateurs : 1 043 Arbitrage : Paul Marsden | North Street, Alfreton Spectateurs : 1 043 Arbitrage : Paul Marsden |

| 4 novembre 2023 | Bolton Wanderers (3)                                   | 4 - 0   | Solihull Moors (5) |                                                                                     |                                                                                     |
| 16h00           | Santos 39e · Maghoma 52e · Forrester 69e · Charles 87e | (1 - 0) |                    | University of Bolton Stadium, Horwich Spectateurs : 5 523 Arbitrage : Scott Simpson | University of Bolton Stadium, Horwich Spectateurs : 5 523 Arbitrage : Scott Simpson |
| 16h00           | Rapport                                                |         |                    | University of Bolton Stadium, Horwich Spectateurs : 5 523 Arbitrage : Scott Simpson | University of Bolton Stadium, Horwich Spectateurs : 5 523 Arbitrage : Scott Simpson |

| 4 novembre 2023 | Exeter City (3) | 0 - 2   | Wigan Athletic (3)           |                                                                   |                                                                   |
| 16h00           |                 | (0 - 0) | 58e Aasgaard · 87e Sessegnon | St James Park, Exeter Spectateurs : 3 512 Arbitrage : Craig Hicks | St James Park, Exeter Spectateurs : 3 512 Arbitrage : Craig Hicks |
| 16h00           | Rapport         |         |                              | St James Park, Exeter Spectateurs : 3 512 Arbitrage : Craig Hicks | St James Park, Exeter Spectateurs : 3 512 Arbitrage : Craig Hicks |

| 4 novembre 2023 | Leyton Orient (3)                               | 3 - 1   | Carlisle United (3) |                                                                        |                                                                        |
| 16h00           | Pigott 11e (pen.) · Drinan 65e · Sotiriou 90+1e | (1 - 0) | 50e Garner          | Brisbane Road, Londres Spectateurs : 3 808 Arbitrage : Seb Stockbridge | Brisbane Road, Londres Spectateurs : 3 808 Arbitrage : Seb Stockbridge |
| 16h00           | Rapport                                         |         |                     | Brisbane Road, Londres Spectateurs : 3 808 Arbitrage : Seb Stockbridge | Brisbane Road, Londres Spectateurs : 3 808 Arbitrage : Seb Stockbridge |

| 4 novembre 2023 | Hereford FC (6) | 0 - 2   | Gillingham FC (4)               |                                                                    |                                                                    |
| 16h00           |                 | (0 - 1) | 23e Clarke · 88e (pen.) Nichols | Edgar Street, Hereford Spectateurs : 4 376 Arbitrage : Ollie Yates | Edgar Street, Hereford Spectateurs : 4 376 Arbitrage : Ollie Yates |
| 16h00           | Rapport         |         |                                 | Edgar Street, Hereford Spectateurs : 4 376 Arbitrage : Ollie Yates | Edgar Street, Hereford Spectateurs : 4 376 Arbitrage : Ollie Yates |

| 4 novembre 2023 | Oxford United (3) | 2 - 0   | Maidenhead United (5) |                                                                    |                                                                    |
| 16h00           | Bodin 15e 83e     | (1 - 0) |                       | Kassam Stadium, Oxford Spectateurs : 4 094 Arbitrage : Dale Baines | Kassam Stadium, Oxford Spectateurs : 4 094 Arbitrage : Dale Baines |
| 16h00           | Rapport           |         |                       | Kassam Stadium, Oxford Spectateurs : 4 094 Arbitrage : Dale Baines | Kassam Stadium, Oxford Spectateurs : 4 094 Arbitrage : Dale Baines |

| 4 novembre 2023 | Newport County (4) | 2 - 0   | Oldham Athletic (5) |                                                                        |                                                                        |
| 16h00           | McLoughlin 20e 80e | (1 - 0) |                     | Rodney Parade, Newport Spectateurs : 2 541 Arbitrage : David Middleton | Rodney Parade, Newport Spectateurs : 2 541 Arbitrage : David Middleton |
| 16h00           | Rapport            |         |                     | Rodney Parade, Newport Spectateurs : 2 541 Arbitrage : David Middleton | Rodney Parade, Newport Spectateurs : 2 541 Arbitrage : David Middleton |

| 4 novembre 2023 | Swindon Town (4)                  | 4 - 7   | Aldershot Town (5)                                            |                                                                   |                                                                   |
| 16h00           | Kemp 75e 78e · Austin 90+2e 90+5e | (0 - 4) | 1re 4e 58e Barham · 9e Stokes · 45+3e 51e Tolaj · 47e Harries | County Ground, Swindon Spectateurs : 6 372 Arbitrage : Carl Brook | County Ground, Swindon Spectateurs : 6 372 Arbitrage : Carl Brook |
| 16h00           | Rapport                           |         |                                                               | County Ground, Swindon Spectateurs : 6 372 Arbitrage : Carl Brook | County Ground, Swindon Spectateurs : 6 372 Arbitrage : Carl Brook |

| 4 novembre 2023 | Marine AFC (7) | 1 - 5   | Harrogate Town (4)                                    |                                                                     |                                                                     |
| 16h00           | Doyle 26e      | (1 - 2) | 5e Odoh · 28e 53e Folarin · 71e McDonald · 89e Foulds | Rossett Park, Crosby Spectateurs : 2 071 Arbitrage : Michael Barlow | Rossett Park, Crosby Spectateurs : 2 071 Arbitrage : Michael Barlow |
| 16h00           | Rapport        |         |                                                       | Rossett Park, Crosby Spectateurs : 2 071 Arbitrage : Michael Barlow | Rossett Park, Crosby Spectateurs : 2 071 Arbitrage : Michael Barlow |

| 4 novembre 2023 | Port Vale (3) | 0 - 0   | Burton Albion (3) |                                                                        |                                                                        |
| 16h00           |               | (0 - 0) |                   | Vale Park, Stoke-on-Trent Spectateurs : 4 245 Arbitrage : Simon Mather | Vale Park, Stoke-on-Trent Spectateurs : 4 245 Arbitrage : Simon Mather |
| 16h00           | Rapport       |         |                   | Vale Park, Stoke-on-Trent Spectateurs : 4 245 Arbitrage : Simon Mather | Vale Park, Stoke-on-Trent Spectateurs : 4 245 Arbitrage : Simon Mather |

| 4 novembre 2023 | Peterborough United (3)     | 2 - 2   | Salford City (4)                |                                                                               |                                                                               |
| 16h00           | Jones 47e · Fernandez 90+3e | (0 - 1) | 5e Mallan · 69e (csc) Bilokapic | London Road Stadium, Peterborough Spectateurs : 4 066 Arbitrage : Sam Purkiss | London Road Stadium, Peterborough Spectateurs : 4 066 Arbitrage : Sam Purkiss |
| 16h00           | Rapport                     |         |                                 | London Road Stadium, Peterborough Spectateurs : 4 066 Arbitrage : Sam Purkiss | London Road Stadium, Peterborough Spectateurs : 4 066 Arbitrage : Sam Purkiss |

| 4 novembre 2023 | Eastleigh FC (5)                                        | 5 - 1   | Boreham Wood (5) |                                                                     |                                                                     |
| 16h00           | Atangana 17e · Maguire 22e 90+4e · Francillette 38e 53e | (3 - 1) | 18e Robinson     | Ten Acres, Eastleigh Spectateurs : 1 727 Arbitrage : Jamie O'Connor | Ten Acres, Eastleigh Spectateurs : 1 727 Arbitrage : Jamie O'Connor |
| 16h00           | Rapport                                                 |         |                  | Ten Acres, Eastleigh Spectateurs : 1 727 Arbitrage : Jamie O'Connor | Ten Acres, Eastleigh Spectateurs : 1 727 Arbitrage : Jamie O'Connor |

| 4 novembre 2023 | Shrewsbury Town (3)                     | 3 - 2   | Colchester United (4)       |                                                                      |                                                                      |
| 16h00           | Udoh 22e · Shipley 56e · Hall 79e (csc) | (1 - 1) | 10e McGeehan · 86e Mitchell | New Meadow, Shrewsbury Spectateurs : 3 011 Arbitrage : Scott Jackson | New Meadow, Shrewsbury Spectateurs : 3 011 Arbitrage : Scott Jackson |
| 16h00           | Rapport                                 |         |                             | New Meadow, Shrewsbury Spectateurs : 3 011 Arbitrage : Scott Jackson | New Meadow, Shrewsbury Spectateurs : 3 011 Arbitrage : Scott Jackson |

| 4 novembre 2023 | Bristol Rovers (3)                                                                                 | 7 - 2   | Whitby Town (7)          |                                                                          |                                                                          |
| 16h00           | Marquis 5e · Thomas 18e · Brown 21e · Evans 40e (pen.) · Beeden 66e (csc) · Vale 70e · Collins 77e | (4 - 1) | 13e Mondal · 59e Simpson | Memorial Stadium, Bristol Spectateurs : 4 329 Arbitrage : Ruebyn Ricardo | Memorial Stadium, Bristol Spectateurs : 4 329 Arbitrage : Ruebyn Ricardo |
| 16h00           | Rapport                                                                                            |         |                          | Memorial Stadium, Bristol Spectateurs : 4 329 Arbitrage : Ruebyn Ricardo | Memorial Stadium, Bristol Spectateurs : 4 329 Arbitrage : Ruebyn Ricardo |

| 4 novembre 2023 | Lincoln City (3) | 1 - 2   | Morecambe FC (4)         |                                                                 |                                                                 |
| 16h00           | Sørensen 14e     | (1 - 1) | 43e Mellon · 53e Bloxham | Sincil Bank, Lincoln Spectateurs : 4 607 Arbitrage : Martin Coy | Sincil Bank, Lincoln Spectateurs : 4 607 Arbitrage : Martin Coy |
| 16h00           | Rapport          |         |                          | Sincil Bank, Lincoln Spectateurs : 4 607 Arbitrage : Martin Coy | Sincil Bank, Lincoln Spectateurs : 4 607 Arbitrage : Martin Coy |

| 4 novembre 2023 | Sutton United (4) | 2 - 1   | AFC Fylde (5)  |                                                                        |                                                                        |
| 16h00           | Smith 62e 67e     | (0 - 1) | 45+1e Ustabasi | Gander Green Lane, Sutton Spectateurs : 1 262 Arbitrage : James Durkin | Gander Green Lane, Sutton Spectateurs : 1 262 Arbitrage : James Durkin |
| 16h00           | Rapport           |         |                | Gander Green Lane, Sutton Spectateurs : 1 262 Arbitrage : James Durkin | Gander Green Lane, Sutton Spectateurs : 1 262 Arbitrage : James Durkin |

| 4 novembre 2023 | Reading FC (3)                           | 3 - 2   | Milton Keynes Dons (4)  |                                                                       |                                                                       |
| 16h00           | Ehibhatiomhan 3e · Knibbs 64e · Wing 68e | (1 - 1) | 39e Gilbey · 90+3e Dean | Madejski Stadium, Reading Spectateurs : 4 325 Arbitrage : Thomas Kirk | Madejski Stadium, Reading Spectateurs : 4 325 Arbitrage : Thomas Kirk |
| 16h00           | Rapport                                  |         |                         | Madejski Stadium, Reading Spectateurs : 4 325 Arbitrage : Thomas Kirk | Madejski Stadium, Reading Spectateurs : 4 325 Arbitrage : Thomas Kirk |

| 4 novembre 2023 | Doncaster Rovers (4)          | 2 - 2   | Accrington Stanley (4)     |                                                                        |                                                                        |
| 16h00           | Mellor 8e (csc) · Biggins 81e | (1 - 0) | 74e Whalley · 84e Conneely | Keepmoat Stadium, Doncaster Spectateurs : 3 226 Arbitrage : Alan Young | Keepmoat Stadium, Doncaster Spectateurs : 3 226 Arbitrage : Alan Young |
| 16h00           | Rapport                       |         |                            | Keepmoat Stadium, Doncaster Spectateurs : 3 226 Arbitrage : Alan Young | Keepmoat Stadium, Doncaster Spectateurs : 3 226 Arbitrage : Alan Young |

| 4 novembre 2023 | Chester FC (6) | 0 - 0   | York City (5) |                                                                   |                                                                   |
| 16h00           |                | (0 - 0) |               | Deva Stadium, Chester Spectateurs : 3 329 Arbitrage : Dean Watson | Deva Stadium, Chester Spectateurs : 3 329 Arbitrage : Dean Watson |
| 16h00           | Rapport        |         |               | Deva Stadium, Chester Spectateurs : 3 329 Arbitrage : Dean Watson | Deva Stadium, Chester Spectateurs : 3 329 Arbitrage : Dean Watson |

| 4 novembre 2023 | Scarborough Athletic (6) | 1 - 1   | Forest Green Rovers (4) |                                                                                 |                                                                                 |
| 16h00           | Wiles 27e                | (1 - 0) | 90+3e Sully             | Flamingo Land Stadium, Scarborough Spectateurs : 3 209 Arbitrage : Marc Edwards | Flamingo Land Stadium, Scarborough Spectateurs : 3 209 Arbitrage : Marc Edwards |
| 16h00           | Rapport                  |         |                         | Flamingo Land Stadium, Scarborough Spectateurs : 3 209 Arbitrage : Marc Edwards | Flamingo Land Stadium, Scarborough Spectateurs : 3 209 Arbitrage : Marc Edwards |

| 4 novembre 2023 | Notts County (4)                             | 3 - 2   | Crawley Town (4) |                                                                      |                                                                      |
| 16h00           | Crowley 13e · McGoldrick 58e · Langstaff 76e | (1 - 1) | 3e 66e Orsi      | Meadow Lane, Nottingham Spectateurs : 3 952 Arbitrage : Peter Wright | Meadow Lane, Nottingham Spectateurs : 3 952 Arbitrage : Peter Wright |
| 16h00           | Rapport                                      |         |                  | Meadow Lane, Nottingham Spectateurs : 3 952 Arbitrage : Peter Wright | Meadow Lane, Nottingham Spectateurs : 3 952 Arbitrage : Peter Wright |

| 4 novembre 2023 | Stockport County (4)                 | 5 - 1   | Worksop Town (7) |                                                                       |                                                                       |
| 16h00           | Wootton 14e 38e 67e 71e · Bailey 83e | (2 - 1) | 22e Rollins      | Edgeley Park, Stockport Spectateurs : 6 443 Arbitrage : Aaron Jackson | Edgeley Park, Stockport Spectateurs : 6 443 Arbitrage : Aaron Jackson |
| 16h00           | Rapport                              |         |                  | Edgeley Park, Stockport Spectateurs : 6 443 Arbitrage : Aaron Jackson | Edgeley Park, Stockport Spectateurs : 6 443 Arbitrage : Aaron Jackson |

| 4 novembre 2023 | Yeovil Town (6)                  | 3 - 2   | Gateshead FC (5)         |                                                                 |                                                                 |
| 16h00           | Rhys Murphy 3e 63e · Stevens 26e | (2 - 0) | 67e (pen.) 90+5e Dinanga | Huish Park, Yeovil Spectateurs : 3 241 Arbitrage : Gary Parsons | Huish Park, Yeovil Spectateurs : 3 241 Arbitrage : Gary Parsons |
| 16h00           | Rapport                          |         |                          | Huish Park, Yeovil Spectateurs : 3 241 Arbitrage : Gary Parsons | Huish Park, Yeovil Spectateurs : 3 241 Arbitrage : Gary Parsons |

| 4 novembre 2023 | Stevenage FC (3)                                   | 4 - 3   | Tranmere Rovers (4)                          |                                                                    |                                                                    |
| 16h00           | Roberts 3e · Reid 58e (pen.) 90+10e · Hemmings 81e | (1 - 1) | 28e (pen.) Norris · 55e Apter · 90+1e Morris | Broadhall Way, Stevenage Spectateurs : 2 404 Arbitrage : Neil Hair | Broadhall Way, Stevenage Spectateurs : 2 404 Arbitrage : Neil Hair |
| 16h00           | Rapport                                            |         |                                              | Broadhall Way, Stevenage Spectateurs : 2 404 Arbitrage : Neil Hair | Broadhall Way, Stevenage Spectateurs : 2 404 Arbitrage : Neil Hair |

| 4 novembre 2023 | Chesham United (7) | 0 - 2   | Maidstone United (6)         |                                                                   |                                                                   |
| 16h00           |                    | (0 - 1) | 12e Aransibia · 73e Amantchi | The Meadow, Chesham Spectateurs : 2 984 Arbitrage : Wayne Cartmel | The Meadow, Chesham Spectateurs : 2 984 Arbitrage : Wayne Cartmel |
| 16h00           | Rapport            |         |                              | The Meadow, Chesham Spectateurs : 2 984 Arbitrage : Wayne Cartmel | The Meadow, Chesham Spectateurs : 2 984 Arbitrage : Wayne Cartmel |

| 4 novembre 2023 | AFC Wimbledon (4)                                                     | 5 - 1   | Cheltenham Town (3) |                                                                   |                                                                   |
| 16h00           | Al-Hamadi 23e · Tilley 45+2e 61e · Davison 65e · Lemonheigh-Evans 70e | (2 - 0) | 76e Street          | Plough Lane, Wimbledon Spectateurs : 4 975 Arbitrage : Alan Young | Plough Lane, Wimbledon Spectateurs : 4 975 Arbitrage : Alan Young |
| 16h00           | Rapport                                                               |         |                     | Plough Lane, Wimbledon Spectateurs : 4 975 Arbitrage : Alan Young | Plough Lane, Wimbledon Spectateurs : 4 975 Arbitrage : Alan Young |

| 4 novembre 2023 | Cambridge United (3)            | 2 - 1   | Bracknell Town (7) |                                                                         |                                                                         |
| 16h00           | Okenabirhie 27e · Osu 48e (csc) | (1 - 0) | 88e Harris         | Abbey Stadium, Cambridge Spectateurs : 3 411 Arbitrage : Richie Watkins | Abbey Stadium, Cambridge Spectateurs : 3 411 Arbitrage : Richie Watkins |
| 16h00           | Rapport                         |         |                    | Abbey Stadium, Cambridge Spectateurs : 3 411 Arbitrage : Richie Watkins | Abbey Stadium, Cambridge Spectateurs : 3 411 Arbitrage : Richie Watkins |

| 4 novembre 2023 | Ramsgate FC (8)         | 2 - 1   | Woking FC (5) |                                                                               |                                                                               |
| 16h00           | Jadama 40e · Martin 72e | (1 - 1) | 13e Lewis     | Southwood Stadium, Ramsgate Spectateurs : 3 000 Arbitrage : Stephen Parkinson | Southwood Stadium, Ramsgate Spectateurs : 3 000 Arbitrage : Stephen Parkinson |
| 16h00           | Rapport                 |         |               | Southwood Stadium, Ramsgate Spectateurs : 3 000 Arbitrage : Stephen Parkinson | Southwood Stadium, Ramsgate Spectateurs : 3 000 Arbitrage : Stephen Parkinson |

| 4 novembre 2023 | Bromley FC (5) | 0 - 2   | Blackpool FC (3)        |                                                                |                                                                |
| 18h45           |                | (0 - 2) | 5e Lavery · 28e Dembélé | Hayes Lane, Bromley Spectateurs : 4 455 Arbitrage : David Rock | Hayes Lane, Bromley Spectateurs : 4 455 Arbitrage : David Rock |
| 18h45           | Rapport        |         |                         | Hayes Lane, Bromley Spectateurs : 4 455 Arbitrage : David Rock | Hayes Lane, Bromley Spectateurs : 4 455 Arbitrage : David Rock |

| 4 novembre 2023 | Mansfield Town (4) | 1 - 2   | Wrexham AFC (4)        |                                                                        |                                                                        |
| 20h45           | Oates 60e          | (0 - 1) | 23e Dalby · 58e Mullin | Field Mill, Mansfield Spectateurs : 6 158 Arbitrage : Edward Duckworth | Field Mill, Mansfield Spectateurs : 6 158 Arbitrage : Edward Duckworth |
| 20h45           | Rapport            |         |                        | Field Mill, Mansfield Spectateurs : 6 158 Arbitrage : Edward Duckworth | Field Mill, Mansfield Spectateurs : 6 158 Arbitrage : Edward Duckworth |

| 5 novembre 2023 | Chesterfield FC (5) | 1 - 0   | Portsmouth FC (3) |                                                                          |                                                                          |
| 12h15           | Naylor 32e          | (1 - 0) |                   | Proact Stadium, Chesterfield Spectateurs : 8 377 Arbitrage : Will Finnie | Proact Stadium, Chesterfield Spectateurs : 8 377 Arbitrage : Will Finnie |
| 12h15           | Rapport             |         |                   | Proact Stadium, Chesterfield Spectateurs : 8 377 Arbitrage : Will Finnie | Proact Stadium, Chesterfield Spectateurs : 8 377 Arbitrage : Will Finnie |

| 5 novembre 2023 | Kidderminster Harriers (5) | 1 - 2   | Fleetwood Town (3)      |                                                                                   |                                                                                   |
| 15h00           | Hobson 44e                 | (1 - 1) | 45+1e Earl · 46e Rooney | Aggborough Stadium, Kidderminster Spectateurs : 2 496 Arbitrage : Matthew Corlett | Aggborough Stadium, Kidderminster Spectateurs : 2 496 Arbitrage : Matthew Corlett |
| 15h00           | Rapport                    |         |                         | Aggborough Stadium, Kidderminster Spectateurs : 2 496 Arbitrage : Matthew Corlett | Aggborough Stadium, Kidderminster Spectateurs : 2 496 Arbitrage : Matthew Corlett |

| 5 novembre 2023 | Slough Town (6) | 1 - 1   | Grimsby Town (4) |                                                                  |                                                                  |
| 15h00           | Davies 28e      | (1 - 0) | 75e Rose         | Arbour Park, Slough Spectateurs : 2 205 Arbitrage : Ben Atkinson | Arbour Park, Slough Spectateurs : 2 205 Arbitrage : Ben Atkinson |
| 15h00           | Rapport         |         |                  | Arbour Park, Slough Spectateurs : 2 205 Arbitrage : Ben Atkinson | Arbour Park, Slough Spectateurs : 2 205 Arbitrage : Ben Atkinson |

| 5 novembre 2023 | Crewe Alexandra (4)               | 2 - 2   | Derby County (3)                   |                                                                 |                                                                 |
| 15h45           | Baker-Richardson 41e · Nevitt 54e | (1 - 0) | 89e Mendez-Laing · 90+3e Hourihane | Gresty Road, Crewe Spectateurs : 5 201 Arbitrage : Scott Oldham | Gresty Road, Crewe Spectateurs : 5 201 Arbitrage : Scott Oldham |
| 15h45           | Rapport                           |         |                                    | Gresty Road, Crewe Spectateurs : 5 201 Arbitrage : Scott Oldham | Gresty Road, Crewe Spectateurs : 5 201 Arbitrage : Scott Oldham |

| 5 novembre 2023 | Charlton Athletic (3) | 1 - 1   | Cray Valley Paper Mills (8) |                                                                 |                                                                 |
| 18h30           | Fraser 9e             | (1 - 0) | 48e (csc) Ness              | The Valley, Londres Spectateurs : 6 721 Arbitrage : Ben Speedie | The Valley, Londres Spectateurs : 6 721 Arbitrage : Ben Speedie |
| 18h30           | Rapport               |         |                             | The Valley, Londres Spectateurs : 6 721 Arbitrage : Ben Speedie | The Valley, Londres Spectateurs : 6 721 Arbitrage : Ben Speedie |

##### Replay
| 14 novembre 2023 | Horsham FC (7) | 0 - 3   | Barnsley FC (3)            |                                                                                                 |                                                                                                 |
| 20h45            |                | (0 - 3) | 3e Cadden · 10e 27e McAtee | The Camping World Community Stadium, Horsham Spectateurs : 1 980 Arbitrage : Sunny Sukhvir Gill | The Camping World Community Stadium, Horsham Spectateurs : 1 980 Arbitrage : Sunny Sukhvir Gill |
| 20h45            | Rapport        |         |                            | The Camping World Community Stadium, Horsham Spectateurs : 1 980 Arbitrage : Sunny Sukhvir Gill | The Camping World Community Stadium, Horsham Spectateurs : 1 980 Arbitrage : Sunny Sukhvir Gill |

| 14 novembre 2023 | Burton Albion (3) | 0 - 2   | Port Vale (3)         |                                                                                 |                                                                                 |
| 20h45            |                   | (0 - 1) | 31e Massey · 82e Cass | Pirelli Stadium, Burton upon Trent Spectateurs : 2 533 Arbitrage : Adam Herczeg | Pirelli Stadium, Burton upon Trent Spectateurs : 2 533 Arbitrage : Adam Herczeg |
| 20h45            | Rapport           |         |                       | Pirelli Stadium, Burton upon Trent Spectateurs : 2 533 Arbitrage : Adam Herczeg | Pirelli Stadium, Burton upon Trent Spectateurs : 2 533 Arbitrage : Adam Herczeg |

| 14 novembre 2023 | Salford City (4)                                             | 4 - 4 ap 4 - 5 t. a. b. | Peterborough United (3)                                                      |                                                                    |                                                                    |
| 20h45            | Tilt 4e 54e · Knight 61e (csc) · Mallan 104e                 | (1 - 3, 3 - 3, 4 - 3)   | 16e Randall · 18e Mason-Clark · 45+1e Collins · 120+3e Clarke-Harris         | Moor Lane, Salford Spectateurs : 1 030 Arbitrage : Darren Drysdale | Moor Lane, Salford Spectateurs : 1 030 Arbitrage : Darren Drysdale |
| 20h45            | Rapport                                                      |                         |                                                                              | Moor Lane, Salford Spectateurs : 1 030 Arbitrage : Darren Drysdale | Moor Lane, Salford Spectateurs : 1 030 Arbitrage : Darren Drysdale |
| 20h45            | Watson · Mallan · Dackers · Garbutt · Watt · Lund · McLennan | Tirs au but 4 - 5       | Clarke-Harris · Poku · Mason-Clark · Wakeling · Ajiboye · Dornelly · Collins | Moor Lane, Salford Spectateurs : 1 030 Arbitrage : Darren Drysdale | Moor Lane, Salford Spectateurs : 1 030 Arbitrage : Darren Drysdale |

| 14 novembre 2023 | Accrington Stanley (4) | 1 - 2 ap              | Doncaster Rovers (4)           |                                                                       |                                                                       |
| 20h45            | Pritchard 7e           | (1 - 0, 1 - 1, 1 - 2) | 67e Westbrooke · 101e Ironside | Crown Ground, Accrington Spectateurs : 1 136 Arbitrage : Scott Tallis | Crown Ground, Accrington Spectateurs : 1 136 Arbitrage : Scott Tallis |
| 20h45            | Rapport                |                       |                                | Crown Ground, Accrington Spectateurs : 1 136 Arbitrage : Scott Tallis | Crown Ground, Accrington Spectateurs : 1 136 Arbitrage : Scott Tallis |

| 14 novembre 2023 | York City (5)     | 2 - 1   | Chester FC (6) |                                                                              |                                                                              |
| 20h45            | John-Lewis 5e 66e | (1 - 0) | 71e Glendon    | York Community Stadium, York Spectateurs : 3 850 Arbitrage : Aaron Bannister | York Community Stadium, York Spectateurs : 3 850 Arbitrage : Aaron Bannister |
| 20h45            | Rapport           |         |                | York Community Stadium, York Spectateurs : 3 850 Arbitrage : Aaron Bannister | York Community Stadium, York Spectateurs : 3 850 Arbitrage : Aaron Bannister |

| 14 novembre 2023 | Forest Green Rovers (4)                                                  | 5 - 2   | Scarborough Athletic (6) |                                                                      |                                                                      |
| 20h45            | Jenks 5e · McAllister 18e (pen.) · Robson 30e · Bunker 35e · Omotoye 76e | (4 - 1) | 41e Wiles · 89e Coulson  | The New Lawn, Nailsworth Spectateurs : 1 146 Arbitrage : Paul Howard | The New Lawn, Nailsworth Spectateurs : 1 146 Arbitrage : Paul Howard |
| 20h45            | Rapport                                                                  |         |                          | The New Lawn, Nailsworth Spectateurs : 1 146 Arbitrage : Paul Howard | The New Lawn, Nailsworth Spectateurs : 1 146 Arbitrage : Paul Howard |

| 14 novembre 2023 | Grimsby Town (4)                                                  | 7 - 2   | Slough Town (6)        |                                                                    |                                                                    |
| 20h45            | Pyke 7e 45e · Rose 16e · Gnahoua 65e 85e · Hunt 81e · Andrews 86e | (3 - 2) | 20e Dyce · 34e Ogbonna | Blundell Park, Grimsby Spectateurs : 3 079 Arbitrage : Jacob Miles | Blundell Park, Grimsby Spectateurs : 3 079 Arbitrage : Jacob Miles |
| 20h45            | Rapport                                                           |         |                        | Blundell Park, Grimsby Spectateurs : 3 079 Arbitrage : Jacob Miles | Blundell Park, Grimsby Spectateurs : 3 079 Arbitrage : Jacob Miles |

| 14 novembre 2023 | Derby County (3) | 1 - 3   | Crewe Alexandra (4)         |                                                                               |                                                                               |
| 20h45            | Barkhuizen 3e    | (1 - 2) | 7e 21e Rowe · 65e Demetriou | Pride Park Stadium, Derby Spectateurs : 6 439 Arbitrage : Christopher Pollard | Pride Park Stadium, Derby Spectateurs : 6 439 Arbitrage : Christopher Pollard |
| 20h45            | Rapport          |         |                             | Pride Park Stadium, Derby Spectateurs : 6 439 Arbitrage : Christopher Pollard | Pride Park Stadium, Derby Spectateurs : 6 439 Arbitrage : Christopher Pollard |

| 15 novembre 2023 | Cray Valley Paper Mills (8) | 1 - 6   | Charlton Athletic (3)                                            |                                                                                  |                                                                                  |
| 20h45            | Lisbie 44e (pen.)           | (1 - 1) | 35e 51e May · 49e Leaburn · 58e Dobson · 77e Campbell · 85e Mbic | Badgers Sports Ground, Eltham Spectateurs : 1 000 Arbitrage : Charles Breakspear | Badgers Sports Ground, Eltham Spectateurs : 1 000 Arbitrage : Charles Breakspear |
| 20h45            | Rapport                     |         |                                                                  | Badgers Sports Ground, Eltham Spectateurs : 1 000 Arbitrage : Charles Breakspear | Badgers Sports Ground, Eltham Spectateurs : 1 000 Arbitrage : Charles Breakspear |

#### Deuxième tour

##### Participants
Les 40 clubs qualifiés du premier tour s'affronte pour le troisième tour (1/32 de finale).

Le tirage au sort a lieu le 5 novembre 2023.

##### Rencontres
| 1er décembre 2023 | Notts County (4)             | 2 - 3   | Shrewsbury Town (3) |                                                                      |                                                                      |
| 20h45             | Brindley 38e · Sanderson 75e | (1 - 1) | 1re 49e 56e Bowman  | Meadow Lane, Nottingham Spectateurs : 4 551 Arbitrage : Martin Woods | Meadow Lane, Nottingham Spectateurs : 4 551 Arbitrage : Martin Woods |
| 20h45             | Rapport                      |         |                     | Meadow Lane, Nottingham Spectateurs : 4 551 Arbitrage : Martin Woods | Meadow Lane, Nottingham Spectateurs : 4 551 Arbitrage : Martin Woods |

| 1er décembre 2023 | York City (5) | 0 - 1   | Wigan Athletic (3) |                                                                          |                                                                          |
| 20h45             |               | (0 - 0) | 61e Humphrys       | York Community Stadium, York Spectateurs : 6 613 Arbitrage : Thomas Kirk | York Community Stadium, York Spectateurs : 6 613 Arbitrage : Thomas Kirk |
| 20h45             | Rapport       |         |                    | York Community Stadium, York Spectateurs : 6 613 Arbitrage : Thomas Kirk | York Community Stadium, York Spectateurs : 6 613 Arbitrage : Thomas Kirk |

| 2 décembre 2023 | Maidstone United (6)   | 2 - 1   | Barrow AFC (4) |                                                                         |                                                                         |
| 16h00           | Corne 35e · Gurung 74e | (1 - 1) | 20e Whitfield  | Gallagher Stadium, Maidstone Spectateurs : 2 903 Arbitrage : David Rock | Gallagher Stadium, Maidstone Spectateurs : 2 903 Arbitrage : David Rock |
| 16h00           | Rapport                |         |                | Gallagher Stadium, Maidstone Spectateurs : 2 903 Arbitrage : David Rock | Gallagher Stadium, Maidstone Spectateurs : 2 903 Arbitrage : David Rock |

| 2 décembre 2023 | Wycombe Wanderers (3) | 0 - 2   | Morecambe FC (4)       |                                                                       |                                                                       |
| 16h00           |                       | (0 - 1) | 38e King · 56e Bloxham | Adams Park, High Wycombe Spectateurs : 1 604 Arbitrage : Peter Wright | Adams Park, High Wycombe Spectateurs : 1 604 Arbitrage : Peter Wright |
| 16h00           | Rapport               |         |                        | Adams Park, High Wycombe Spectateurs : 1 604 Arbitrage : Peter Wright | Adams Park, High Wycombe Spectateurs : 1 604 Arbitrage : Peter Wright |

| 2 décembre 2023 | Cambridge United (3)                                    | 4 - 0   | Fleetwood Town (3) |                                                                          |                                                                          |
| 16h00           | Andrew 7e · Kachunga 11e · Okenabirhie 13e · Ahadme 83e | (3 - 0) |                    | Abbey Stadium, Cambridge Spectateurs : 3 387 Arbitrage : Seb Stockbridge | Abbey Stadium, Cambridge Spectateurs : 3 387 Arbitrage : Seb Stockbridge |
| 16h00           | Rapport                                                 |         |                    | Abbey Stadium, Cambridge Spectateurs : 3 387 Arbitrage : Seb Stockbridge | Abbey Stadium, Cambridge Spectateurs : 3 387 Arbitrage : Seb Stockbridge |

| 2 décembre 2023 | Bolton Wanderers (3)                     | 5 - 1   | Harrogate Town (4) |                                                                                      |                                                                                      |
| 16h00           | Böðvarsson 9e 33e 43e · Nlundulu 49e 52e | (3 - 1) | 45e Thomson        | University of Bolton Stadium, Bolton Spectateurs : 5 703 Arbitrage : Tony Harrington | University of Bolton Stadium, Bolton Spectateurs : 5 703 Arbitrage : Tony Harrington |
| 16h00           | Rapport                                  |         |                    | University of Bolton Stadium, Bolton Spectateurs : 5 703 Arbitrage : Tony Harrington | University of Bolton Stadium, Bolton Spectateurs : 5 703 Arbitrage : Tony Harrington |

| 2 décembre 2023 | Peterborough United (3)      | 2 - 1   | Doncaster Rovers (4) |                                                                               |                                                                               |
| 16h00           | Burrows 3e · Mason-Clark 53e | (1 - 0) | 75e Faal             | London Road Stadium, Peterborough Spectateurs : 5 495 Arbitrage : Ben Speedie | London Road Stadium, Peterborough Spectateurs : 5 495 Arbitrage : Ben Speedie |
| 16h00           | Rapport                      |         |                      | London Road Stadium, Peterborough Spectateurs : 5 495 Arbitrage : Ben Speedie | London Road Stadium, Peterborough Spectateurs : 5 495 Arbitrage : Ben Speedie |

| 2 décembre 2023 | Gillingham FC (4)     | 2 - 0   | Charlton Athletic (3) |                                                                                    |                                                                                    |
| 16h00           | Bonne 26e · Dieng 30e | (2 - 0) |                       | Priestfield Stadium, Gillingham Spectateurs : 7 717 Arbitrage : Sunny Sukhvir Gill | Priestfield Stadium, Gillingham Spectateurs : 7 717 Arbitrage : Sunny Sukhvir Gill |
| 16h00           | Rapport               |         |                       | Priestfield Stadium, Gillingham Spectateurs : 7 717 Arbitrage : Sunny Sukhvir Gill | Priestfield Stadium, Gillingham Spectateurs : 7 717 Arbitrage : Sunny Sukhvir Gill |

| 2 décembre 2023 | Stevenage FC (3) | 1 - 1   | Port Vale (3)  |                                                                     |                                                                     |
| 16h00           | Reid 69e         | (0 - 0) | 76e (pen.) Ojo | Broadhall Way, Stevenage Spectateurs : 2 491 Arbitrage : Tom Reeves | Broadhall Way, Stevenage Spectateurs : 2 491 Arbitrage : Tom Reeves |
| 16h00           | Rapport          |         |                | Broadhall Way, Stevenage Spectateurs : 2 491 Arbitrage : Tom Reeves | Broadhall Way, Stevenage Spectateurs : 2 491 Arbitrage : Tom Reeves |

| 2 décembre 2023 | Newport County (4) | 1 - 1   | Barnet FC (5) |                                                                    |                                                                    |
| 16h00           | McLoughlin 44e     | (1 - 0) | 89e Collinge  | Rodney Parade, Newport Spectateurs : 2 707 Arbitrage : Jacob Miles | Rodney Parade, Newport Spectateurs : 2 707 Arbitrage : Jacob Miles |
| 16h00           | Rapport            |         |               | Rodney Parade, Newport Spectateurs : 2 707 Arbitrage : Jacob Miles | Rodney Parade, Newport Spectateurs : 2 707 Arbitrage : Jacob Miles |

| 2 décembre 2023 | Oxford United (3)       | 2 - 0   | Grimsby Town (4) |                                                                    |                                                                    |
| 16h00           | McGuane 11e · Bodin 75e | (1 - 0) |                  | Kassam Stadium, Oxford Spectateurs : 4 149 Arbitrage : Darren Bond | Kassam Stadium, Oxford Spectateurs : 4 149 Arbitrage : Darren Bond |
| 16h00           | Rapport                 |         |                  | Kassam Stadium, Oxford Spectateurs : 4 149 Arbitrage : Darren Bond | Kassam Stadium, Oxford Spectateurs : 4 149 Arbitrage : Darren Bond |

| 2 décembre 2023 | Sutton United (4)             | 3 - 0   | Barnsley FC (3) |                                                                        |                                                                        |
| 16h00           | Pereira 64e 74e · Patrick 89e | (0 - 0) |                 | Gander Green Lane, Sutton Spectateurs : 4 283 Arbitrage : Scott Tallis | Gander Green Lane, Sutton Spectateurs : 4 283 Arbitrage : Scott Tallis |
| 16h00           | Rapport                       |         |                 | Gander Green Lane, Sutton Spectateurs : 4 283 Arbitrage : Scott Tallis | Gander Green Lane, Sutton Spectateurs : 4 283 Arbitrage : Scott Tallis |

| 3 décembre 2023 | Eastleigh FC (5)   | 2 - 1   | Reading FC (3) |                                                                  |                                                                  |
| 14h30           | McCallum 22e 90+4e | (1 - 0) | 86e Azeez      | Ten Acres, Eastleigh Spectateurs : 5 002 Arbitrage : Lewis Smith | Ten Acres, Eastleigh Spectateurs : 5 002 Arbitrage : Lewis Smith |
| 14h30           | Rapport            |         |                | Ten Acres, Eastleigh Spectateurs : 5 002 Arbitrage : Lewis Smith | Ten Acres, Eastleigh Spectateurs : 5 002 Arbitrage : Lewis Smith |

| 3 décembre 2023 | Chesterfield FC (5) | 1 - 0   | Leyton Orient (3) |                                                                           |                                                                           |
| 15h00           | Cooper 40e (csc)    | (1 - 0) |                   | Proact Stadium, Chesterfield Spectateurs : 8 232 Arbitrage : Scott Oldham | Proact Stadium, Chesterfield Spectateurs : 8 232 Arbitrage : Scott Oldham |
| 15h00           | Rapport             |         |                   | Proact Stadium, Chesterfield Spectateurs : 8 232 Arbitrage : Scott Oldham | Proact Stadium, Chesterfield Spectateurs : 8 232 Arbitrage : Scott Oldham |

| 3 décembre 2023 | Aldershot Town (5) | 2 - 2   | Stockport County (4)   |                                                                          |                                                                          |
| 15h00           | Stokes 10e 67e     | (1 - 1) | 13e Byrne · 46e Madden | Recreation Ground, Aldershot Spectateurs : 4 756 Arbitrage : Paul Howard | Recreation Ground, Aldershot Spectateurs : 4 756 Arbitrage : Paul Howard |
| 15h00           | Rapport            |         |                        | Recreation Ground, Aldershot Spectateurs : 4 756 Arbitrage : Paul Howard | Recreation Ground, Aldershot Spectateurs : 4 756 Arbitrage : Paul Howard |

| 3 décembre 2023 | Wrexham AFC (4)                         | 3 - 0   | Yeovil Town (6) |                                                                       |                                                                       |
| 16h45           | Palmer 14e · Cannon 45+2e · Dalby 90+3e | (2 - 0) |                 | Racecourse Ground, Wrexham Spectateurs : 9 604 Arbitrage : Lee Swabey | Racecourse Ground, Wrexham Spectateurs : 9 604 Arbitrage : Lee Swabey |
| 16h45           | Rapport                                 |         |                 | Racecourse Ground, Wrexham Spectateurs : 9 604 Arbitrage : Lee Swabey | Racecourse Ground, Wrexham Spectateurs : 9 604 Arbitrage : Lee Swabey |

| 4 décembre 2023 | AFC Wimbledon (4)                                                    | 5 - 0   | Ramsgate FC (8) |                                                                            |                                                                            |
| 20h45           | Reeves 8e · Al-Hamadi 26e 53e · Neufville 43e · Lemonheigh-Evans 48e | (3 - 0) |                 | Plough Lane, Wimbledon Spectateurs : 6 894 Arbitrage : Christopher Pollard | Plough Lane, Wimbledon Spectateurs : 6 894 Arbitrage : Christopher Pollard |
| 20h45           | Rapport                                                              |         |                 | Plough Lane, Wimbledon Spectateurs : 6 894 Arbitrage : Christopher Pollard | Plough Lane, Wimbledon Spectateurs : 6 894 Arbitrage : Christopher Pollard |

| 5 décembre 2023 | Alfreton Town (6) | 0 - 0   | Walsall FC (4) |                                                                        |                                                                        |
| 20h45           |                   | (0 - 0) |                | The Impact Arena, Alfreton Spectateurs : 1 247 Arbitrage : Sam Allison | The Impact Arena, Alfreton Spectateurs : 1 247 Arbitrage : Sam Allison |
| 20h45           | Rapport           |         |                | The Impact Arena, Alfreton Spectateurs : 1 247 Arbitrage : Sam Allison | The Impact Arena, Alfreton Spectateurs : 1 247 Arbitrage : Sam Allison |

| 12 décembre 2023 | Crewe Alexandra (4)   | 2 - 4   | Bristol Rovers (3)                                      |                                                                  |                                                                  |
| 20h45            | Nevitt 65e · Rowe 73e | (0 - 3) | 18e Marquis · 25e Wilson · 42e Evans · 49e (csc) Cooney | Gresty Road, Crewe Spectateurs : 3 127 Arbitrage : Declan Bourne | Gresty Road, Crewe Spectateurs : 3 127 Arbitrage : Declan Bourne |
| 20h45            | Rapport               |         |                                                         | Gresty Road, Crewe Spectateurs : 3 127 Arbitrage : Declan Bourne | Gresty Road, Crewe Spectateurs : 3 127 Arbitrage : Declan Bourne |

| 19 décembre 2023 | Blackpool FC (3)                               | 3 - 0   | Forest Green Rovers (4) |                                                                          |                                                                          |
| 20h45            | Dale 18e · Lawrence-Gabriel 75e · Ekpiteta 84e | (1 - 0) |                         | Bloomfield Road, Blackpool Spectateurs : 3 188 Arbitrage : Scott Jackson | Bloomfield Road, Blackpool Spectateurs : 3 188 Arbitrage : Scott Jackson |
| 20h45            | Rapport                                        |         |                         | Bloomfield Road, Blackpool Spectateurs : 3 188 Arbitrage : Scott Jackson | Bloomfield Road, Blackpool Spectateurs : 3 188 Arbitrage : Scott Jackson |

##### Replay
| 12 décembre 2023 | Port Vale (3)                      | 3 - 3 ap 3 - 4 t. a. b. | Stevenage FC (3)                                  |                                                                     |                                                                     |
| 20h45            | Garrity 6e 55e · Loft 114e         | (1 - 0, 2 - 2, 2 - 2)   | 81e White · 90+6e Hemmings · 119e Thompson        | Vale Park, Stoke-on-Trent Spectateurs : 2 073 Arbitrage : Tom Nield | Vale Park, Stoke-on-Trent Spectateurs : 2 073 Arbitrage : Tom Nield |
| 20h45            | Rapport                            |                         |                                                   | Vale Park, Stoke-on-Trent Spectateurs : 2 073 Arbitrage : Tom Nield | Vale Park, Stoke-on-Trent Spectateurs : 2 073 Arbitrage : Tom Nield |
| 20h45            | Ojo · Garrity · Lowe · Sang · Loft | Tirs au but 3 - 4       | Reid · Hemmings · White · Thompson · James-Wildin | Vale Park, Stoke-on-Trent Spectateurs : 2 073 Arbitrage : Tom Nield | Vale Park, Stoke-on-Trent Spectateurs : 2 073 Arbitrage : Tom Nield |

| 12 décembre 2023 | Barnet FC (5) | 1 - 4   | Newport County (4)                                             |                                                                      |                                                                      |
| 20h45            | Pritchard 37e | (1 - 3) | 6e Payne · 13e Bogle · 25e (csc) Collinge · 76e Palmer-Houlden | The Hive Stadium, Barnet Spectateurs : 1 451 Arbitrage : Craig Hicks | The Hive Stadium, Barnet Spectateurs : 1 451 Arbitrage : Craig Hicks |
| 20h45            | Rapport       |         |                                                                | The Hive Stadium, Barnet Spectateurs : 1 451 Arbitrage : Craig Hicks | The Hive Stadium, Barnet Spectateurs : 1 451 Arbitrage : Craig Hicks |

| 12 décembre 2023 | Walsall FC (4) | 1 - 0   | Alfreton Town (6) |                                                                      |                                                                      |
| 20h45            | Matt 6e        | (1 - 0) |                   | Bescot Stadium, Walsall Spectateurs : 2 112 Arbitrage : Simon Mather | Bescot Stadium, Walsall Spectateurs : 2 112 Arbitrage : Simon Mather |
| 20h45            | Rapport        |         |                   | Bescot Stadium, Walsall Spectateurs : 2 112 Arbitrage : Simon Mather | Bescot Stadium, Walsall Spectateurs : 2 112 Arbitrage : Simon Mather |

| 13 décembre 2023 | Stockport County (4) | 0 - 1   | Aldershot Town (5) |                                                                     |                                                                     |
| 20h45            |                      | (0 - 0) | 88e Scott          | Edgeley Park, Stockport Spectateurs : 2 855 Arbitrage : Ben Speedie | Edgeley Park, Stockport Spectateurs : 2 855 Arbitrage : Ben Speedie |
| 20h45            | Rapport              |         |                    | Edgeley Park, Stockport Spectateurs : 2 855 Arbitrage : Ben Speedie | Edgeley Park, Stockport Spectateurs : 2 855 Arbitrage : Ben Speedie |

#### Troisième tour (1/32 de finale)

##### Participants
Les 20 clubs qualifiés du deuxième tour sont rejoints par les 20 clubs de Premier League et des 24 clubs de Championship qui entrent à ce tour.

Le tirage au sort a lieu le 3 décembre 2023.

##### Rencontres
| 4 janvier 2024 | Crystal Palace (1) | 0 - 0   | Everton FC (1) |                                                                        |                                                                        |
| 21h00          |                    | (0 - 0) |                | Selhurst Park, Londres Spectateurs : 24 489 Arbitrage : Chris Kavanagh | Selhurst Park, Londres Spectateurs : 24 489 Arbitrage : Chris Kavanagh |
| 21h00          | Rapport            |         |                | Selhurst Park, Londres Spectateurs : 24 489 Arbitrage : Chris Kavanagh | Selhurst Park, Londres Spectateurs : 24 489 Arbitrage : Chris Kavanagh |

| 5 janvier 2024 | Brentford FC (1) | 1 - 1   | Wolverhampton Wanderers (1) |                                                                                     |                                                                                     |
| 20h15          | Maupay 41e       | (1 - 0) | 64e Doyle                   | Gtech Community Stadium, Brentford Spectateurs : 16 818 Arbitrage : Tony Harrington | Gtech Community Stadium, Brentford Spectateurs : 16 818 Arbitrage : Tony Harrington |
| 20h15          | Rapport          |         |                             | Gtech Community Stadium, Brentford Spectateurs : 16 818 Arbitrage : Tony Harrington | Gtech Community Stadium, Brentford Spectateurs : 16 818 Arbitrage : Tony Harrington |

| 5 janvier 2024 | Fulham FC (1)      | 1 - 0   | Rotherham United (2) |                                                                       |                                                                       |
| 20h30          | Decordova-Reid 24e | (1 - 0) |                      | Craven Cottage, Londres Spectateurs : 15 083 Arbitrage : Simon Hooper | Craven Cottage, Londres Spectateurs : 15 083 Arbitrage : Simon Hooper |
| 20h30          | Rapport            |         |                      | Craven Cottage, Londres Spectateurs : 15 083 Arbitrage : Simon Hooper | Craven Cottage, Londres Spectateurs : 15 083 Arbitrage : Simon Hooper |

| 5 janvier 2024 | Tottenham Hotspur (1) | 1 - 0   | Burnley FC (1) |                                                                                    |                                                                                    |
| 21h00          | Porro 78e             | (0 - 0) |                | Tottenham Hotspur Stadium, Londres Spectateurs : 60 982 Arbitrage : Samuel Barrott | Tottenham Hotspur Stadium, Londres Spectateurs : 60 982 Arbitrage : Samuel Barrott |
| 21h00          | Rapport               |         |                | Tottenham Hotspur Stadium, Londres Spectateurs : 60 982 Arbitrage : Samuel Barrott | Tottenham Hotspur Stadium, Londres Spectateurs : 60 982 Arbitrage : Samuel Barrott |

| 6 janvier 2024 | AFC Wimbledon (4) | 1 - 3   | Ipswich Town (2)                             |                                                                     |                                                                     |
| 13h30          | Reeves 17e (pen.) | (1 - 2) | 8e (csc) Davison · 40e Tuanzebe · 90e Taylor | Plough Lane, Wimbledon Spectateurs : 8 595 Arbitrage : Matt Donohue | Plough Lane, Wimbledon Spectateurs : 8 595 Arbitrage : Matt Donohue |
| 13h30          | Rapport           |         |                                              | Plough Lane, Wimbledon Spectateurs : 8 595 Arbitrage : Matt Donohue | Plough Lane, Wimbledon Spectateurs : 8 595 Arbitrage : Matt Donohue |

| 6 janvier 2024 | Millwall FC (2)            | 2 - 3   | Leicester City (2)                     |                                                                   |                                                                   |
| 13h30          | Watmore 56e · Flemming 86e | (0 - 2) | 16e Casadei · 39e Pereira · 61e Cannon | The Den, Londres Spectateurs : 10 092 Arbitrage : Oliver Langford | The Den, Londres Spectateurs : 10 092 Arbitrage : Oliver Langford |
| 13h30          | Rapport                    |         |                                        | The Den, Londres Spectateurs : 10 092 Arbitrage : Oliver Langford | The Den, Londres Spectateurs : 10 092 Arbitrage : Oliver Langford |

| 6 janvier 2024 | Coventry City (2)                                                              | 6 - 2   | Oxford United (3)         |                                                                                       |                                                                                       |
| 13h30          | Latibeaudiere 8e · Sheaf 11e · Palmer 17e · O'Hare 50e (pen.) · Godden 84e 88e | (3 - 1) | 10e Harris · 79e Goodrham | Coventry Building Society Arena, Coventry Spectateurs : 18 211 Arbitrage : Josh Smith | Coventry Building Society Arena, Coventry Spectateurs : 18 211 Arbitrage : Josh Smith |
| 13h30          | Rapport                                                                        |         |                           | Coventry Building Society Arena, Coventry Spectateurs : 18 211 Arbitrage : Josh Smith | Coventry Building Society Arena, Coventry Spectateurs : 18 211 Arbitrage : Josh Smith |

| 6 janvier 2024 | Maidstone United (6) | 1 - 0   | Stevenage FC (3) |                                                                           |                                                                           |
| 13h30          | Corne 45+2e (pen.)   | (1 - 0) |                  | Gallagher Stadium, Maidstone Spectateurs : 4 024 Arbitrage : Steve Martin | Gallagher Stadium, Maidstone Spectateurs : 4 024 Arbitrage : Steve Martin |
| 13h30          | Rapport              |         |                  | Gallagher Stadium, Maidstone Spectateurs : 4 024 Arbitrage : Steve Martin | Gallagher Stadium, Maidstone Spectateurs : 4 024 Arbitrage : Steve Martin |

| 6 janvier 2024 | Sunderland AFC (2) | 0 - 3   | Newcastle United (1)                    |                                                                            |                                                                            |
| 13h45          |                    | (0 - 1) | 35e (csc) Ballard · 46e 90e (pen.) Isak | Stadium of Light, Sunderland Spectateurs : 44 814 Arbitrage : Craig Pawson | Stadium of Light, Sunderland Spectateurs : 44 814 Arbitrage : Craig Pawson |
| 13h45          | Rapport            |         |                                         | Stadium of Light, Sunderland Spectateurs : 44 814 Arbitrage : Craig Pawson | Stadium of Light, Sunderland Spectateurs : 44 814 Arbitrage : Craig Pawson |

| 6 janvier 2024 | Stoke City (2)                       | 2 - 4   | Brighton & Hove Albion (1)                 |                                                                              |                                                                              |
| 16h00          | van Hecke 16e (csc) Baker 63e (pen.) | (1 - 1) | 45+6e Estupiñán · 52e Dunk · 71e 80e Pedro | Bet365 Stadium, Stoke-on-Trent Spectateurs : 17 032 Arbitrage : Paul Tierney | Bet365 Stadium, Stoke-on-Trent Spectateurs : 17 032 Arbitrage : Paul Tierney |
| 16h00          | Rapport                              |         |                                            | Bet365 Stadium, Stoke-on-Trent Spectateurs : 17 032 Arbitrage : Paul Tierney | Bet365 Stadium, Stoke-on-Trent Spectateurs : 17 032 Arbitrage : Paul Tierney |

| 6 janvier 2024 | Norwich City (2) | 1 - 1   | Bristol Rovers (3) |                                                                   |                                                                   |
| 16h00          | Barnes 12e       | (1 - 1) | 17e Ward           | Carrow Road, Norwich Spectateurs : 19 848 Arbitrage : Lewis Smith | Carrow Road, Norwich Spectateurs : 19 848 Arbitrage : Lewis Smith |
| 16h00          | Rapport          |         |                    | Carrow Road, Norwich Spectateurs : 19 848 Arbitrage : Lewis Smith | Carrow Road, Norwich Spectateurs : 19 848 Arbitrage : Lewis Smith |

| 6 janvier 2024 | Southampton FC (2)                   | 4 - 0   | Walsall FC (4) |                                                                            |                                                                            |
| 16h00          | Fraser 6e 68e · Mara 58e · Adams 78e | (1 - 0) |                | St Mary's Stadium, Southampton Spectateurs : 22 627 Arbitrage : David Webb | St Mary's Stadium, Southampton Spectateurs : 22 627 Arbitrage : David Webb |
| 16h00          | Rapport                              |         |                | St Mary's Stadium, Southampton Spectateurs : 22 627 Arbitrage : David Webb | St Mary's Stadium, Southampton Spectateurs : 22 627 Arbitrage : David Webb |

| 6 janvier 2024 | Watford FC (2)                   | 2 - 1   | Chesterfield FC (5) |                                                                    |                                                                    |
| 16h00          | Rajović 76e · Dele-Bashiru 90+5e | (0 - 1) |                     | Vicarage Road, Watford Spectateurs : 15 932 Arbitrage : Gavin Ward | Vicarage Road, Watford Spectateurs : 15 932 Arbitrage : Gavin Ward |
| 16h00          | Rapport                          |         |                     | Vicarage Road, Watford Spectateurs : 15 932 Arbitrage : Gavin Ward | Vicarage Road, Watford Spectateurs : 15 932 Arbitrage : Gavin Ward |

| 6 janvier 2024 | Blackburn Rovers (2)                                  | 5 - 2   | Cambridge United (3)      |                                                                        |                                                                        |
| 16h00          | Szmodics 23e 37e 45+3e · Sigurðsson 66e · Leonard 81e | (3 - 2) | 6e Lankester · 26e Kaikai | Ewood Park, Blackburn Spectateurs : 8 311 Arbitrage : Geoff Eltringham | Ewood Park, Blackburn Spectateurs : 8 311 Arbitrage : Geoff Eltringham |
| 16h00          | Rapport                                               |         |                           | Ewood Park, Blackburn Spectateurs : 8 311 Arbitrage : Geoff Eltringham | Ewood Park, Blackburn Spectateurs : 8 311 Arbitrage : Geoff Eltringham |

| 6 janvier 2024 | Gillingham FC (4) | 0 - 4   | Sheffield United (1)           |                                                                             |                                                                             |
| 16h00          |                   | (0 - 2) | 14e 39e Osula · 83e 87e McAtee | Priestfield Stadium, Gillingham Spectateurs : 8 809 Arbitrage : Darren Bond | Priestfield Stadium, Gillingham Spectateurs : 8 809 Arbitrage : Darren Bond |
| 16h00          | Rapport           |         |                                | Priestfield Stadium, Gillingham Spectateurs : 8 809 Arbitrage : Darren Bond | Priestfield Stadium, Gillingham Spectateurs : 8 809 Arbitrage : Darren Bond |

| 6 janvier 2024 | Queens Park Rangers (2)   | 2 - 3   | AFC Bournemouth (1)                      |                                                                     |                                                                     |
| 16h00          | Armstrong 40e · Dykes 42e | (2 - 0) | 48e Tavernier · 58e Moore · 69e Kluivert | Loftus Road, Londres Spectateurs : 10 725 Arbitrage : Rebecca Welch | Loftus Road, Londres Spectateurs : 10 725 Arbitrage : Rebecca Welch |
| 16h00          | Rapport                   |         |                                          | Loftus Road, Londres Spectateurs : 10 725 Arbitrage : Rebecca Welch | Loftus Road, Londres Spectateurs : 10 725 Arbitrage : Rebecca Welch |

| 6 janvier 2024 | Plymouth Argyle (2)                              | 3 - 1   | Sutton United (4) |                                                                  |                                                                  |
| 16h00          | Cundle 18e · Hardie 68e (pen.) · Whittaker 90+1e | (1 - 0) | 50e Angol         | Home Park, Plymouth Spectateurs : 15 643 Arbitrage : Will Finnie | Home Park, Plymouth Spectateurs : 15 643 Arbitrage : Will Finnie |
| 16h00          | Rapport                                          |         |                   | Home Park, Plymouth Spectateurs : 15 643 Arbitrage : Will Finnie | Home Park, Plymouth Spectateurs : 15 643 Arbitrage : Will Finnie |

| 6 janvier 2024 | Newport County (4) | 1 - 1   | Eastleigh FC (5)   |                                                                         |                                                                         |
| 16h00          | Clarke 56e         | (0 - 0) | 82e (pen.) Maguire | Rodney Parade, Newport Spectateurs : 4 966 Arbitrage : Edward Duckworth | Rodney Parade, Newport Spectateurs : 4 966 Arbitrage : Edward Duckworth |
| 16h00          | Rapport            |         |                    | Rodney Parade, Newport Spectateurs : 4 966 Arbitrage : Edward Duckworth | Rodney Parade, Newport Spectateurs : 4 966 Arbitrage : Edward Duckworth |

| 6 janvier 2024 | Hull City (2) | 1 - 1   | Birmingham City (2) |                                                                                 |                                                                                 |
| 16h00          | Jacob 87e     | (0 - 1) | 18e Jutkiewicz      | MKM Stadium, Kingston upon Hull Spectateurs : 12 200 Arbitrage : Darren England | MKM Stadium, Kingston upon Hull Spectateurs : 12 200 Arbitrage : Darren England |
| 16h00          | Rapport       |         |                     | MKM Stadium, Kingston upon Hull Spectateurs : 12 200 Arbitrage : Darren England | MKM Stadium, Kingston upon Hull Spectateurs : 12 200 Arbitrage : Darren England |

| 6 janvier 2024 | Sheffield Wednesday (2)                                   | 4 - 0   | Cardiff City (2) |                                                                      |                                                                      |
| 18h30          | Windass 2e · Sawyers 38e (csc) · Palmer 40e · Wilks 90+1e | (3 - 0) |                  | Hillsborough, Sheffield Spectateurs : 10 955 Arbitrage : Thomas Kirk | Hillsborough, Sheffield Spectateurs : 10 955 Arbitrage : Thomas Kirk |
| 18h30          | Rapport                                                   |         |                  | Hillsborough, Sheffield Spectateurs : 10 955 Arbitrage : Thomas Kirk | Hillsborough, Sheffield Spectateurs : 10 955 Arbitrage : Thomas Kirk |

| 6 janvier 2024 | Middlesbrough FC (2) | 0 - 1   | Aston Villa (1) |                                                                                |                                                                                |
| 18h30          |                      | (0 - 0) | 87e Cash        | Riverside Stadium, Middlesbrough Spectateurs : 25 022 Arbitrage : Robert Jones | Riverside Stadium, Middlesbrough Spectateurs : 25 022 Arbitrage : Robert Jones |
| 18h30          | Rapport              |         |                 | Riverside Stadium, Middlesbrough Spectateurs : 25 022 Arbitrage : Robert Jones | Riverside Stadium, Middlesbrough Spectateurs : 25 022 Arbitrage : Robert Jones |

| 6 janvier 2024 | Swansea City (2)       | 2 - 0   | Morecambe FC (4) |                                                                        |                                                                        |
| 18h30          | Patino 47e · Yates 87e | (0 - 0) |                  | Swansea.com Stadium, Swansea Spectateurs : 7 670 Arbitrage : Tom Nield | Swansea.com Stadium, Swansea Spectateurs : 7 670 Arbitrage : Tom Nield |
| 18h30          | Rapport                |         |                  | Swansea.com Stadium, Swansea Spectateurs : 7 670 Arbitrage : Tom Nield | Swansea.com Stadium, Swansea Spectateurs : 7 670 Arbitrage : Tom Nield |

| 6 janvier 2024 | Chelsea FC (1)                                       | 4 - 0   | Preston North End (2) |                                                                          |                                                                          |
| 18h30          | Broja 58e · Silva 66e · Sterling 69e · Fernández 85e | (0 - 0) |                       | Stamford Bridge, Londres Spectateurs : 39 705 Arbitrage : Thomas Bramall | Stamford Bridge, Londres Spectateurs : 39 705 Arbitrage : Thomas Bramall |
| 18h30          | Rapport                                              |         |                       | Stamford Bridge, Londres Spectateurs : 39 705 Arbitrage : Thomas Bramall | Stamford Bridge, Londres Spectateurs : 39 705 Arbitrage : Thomas Bramall |

| 7 janvier 2024 | Luton Town (1) | 0 - 0   | Bolton Wanderers (3) |                                                                     |                                                                     |
| 15h00          |                | (0 - 0) |                      | Kenilworth Road, Luton Spectateurs : 10 739 Arbitrage : Andy Madley | Kenilworth Road, Luton Spectateurs : 10 739 Arbitrage : Andy Madley |
| 15h00          | Rapport        |         |                      | Kenilworth Road, Luton Spectateurs : 10 739 Arbitrage : Andy Madley | Kenilworth Road, Luton Spectateurs : 10 739 Arbitrage : Andy Madley |

| 7 janvier 2024 | Shrewsbury Town (3) | 0 - 1   | Wrexham AFC (4) |                                                                       |                                                                       |
| 15h00          |                     | (0 - 0) | 72e O'Connor    | New Meadow, Shrewsbury Spectateurs : 9 304 Arbitrage : Andrew Kitchen | New Meadow, Shrewsbury Spectateurs : 9 304 Arbitrage : Andrew Kitchen |
| 15h00          | Rapport             |         |                 | New Meadow, Shrewsbury Spectateurs : 9 304 Arbitrage : Andrew Kitchen | New Meadow, Shrewsbury Spectateurs : 9 304 Arbitrage : Andrew Kitchen |

| 7 janvier 2024 | West Ham United (1) | 1 - 1   | Bristol City (2) |                                                                         |                                                                         |
| 15h00          | Bowen 4e            | (1 - 0) | 61e Conway       | Stade de Londres, Londres Spectateurs : 62 477 Arbitrage : Graham Scott | Stade de Londres, Londres Spectateurs : 62 477 Arbitrage : Graham Scott |
| 15h00          | Rapport             |         |                  | Stade de Londres, Londres Spectateurs : 62 477 Arbitrage : Graham Scott | Stade de Londres, Londres Spectateurs : 62 477 Arbitrage : Graham Scott |

| 7 janvier 2024 | West Bromwich Albion (2)                           | 4 - 1   | Aldershot Town (5) |                                                                                 |                                                                                 |
| 15h00          | Chalobah 7e · Malcolm 15e · Dike 27e · Fellows 88e | (3 - 0) | 90+5e Bray         | The Hawthorns, West Bromwich Spectateurs : 16 345 Arbitrage : Anthony Backhouse | The Hawthorns, West Bromwich Spectateurs : 16 345 Arbitrage : Anthony Backhouse |
| 15h00          | Rapport                                            |         |                    | The Hawthorns, West Bromwich Spectateurs : 16 345 Arbitrage : Anthony Backhouse | The Hawthorns, West Bromwich Spectateurs : 16 345 Arbitrage : Anthony Backhouse |

| 7 janvier 2024 | Peterborough United (3) | 0 - 3   | Leeds United (2)             |                                                                                |                                                                                |
| 15h00          |                         | (0 - 1) | 34e 90e Ampadu · 47e Bamford | London Road Stadium, Peterborough Spectateurs : 12 927 Arbitrage : Sam Allison | London Road Stadium, Peterborough Spectateurs : 12 927 Arbitrage : Sam Allison |
| 15h00          | Rapport                 |         |                              | London Road Stadium, Peterborough Spectateurs : 12 927 Arbitrage : Sam Allison | London Road Stadium, Peterborough Spectateurs : 12 927 Arbitrage : Sam Allison |

| 7 janvier 2024 | Nottingham Forest (1)           | 2 - 2   | Blackpool FC (3)                  |                                                                             |                                                                             |
| 15h00          | Domínguez 39e · Gibbs-White 56e | (1 - 2) | 25e Lawrence-Gabriel · 27e Morgan | City Ground, Nottingham Spectateurs : 27 909 Arbitrage : Sunny Sukhvir Gill | City Ground, Nottingham Spectateurs : 27 909 Arbitrage : Sunny Sukhvir Gill |
| 15h00          | Rapport                         |         |                                   | City Ground, Nottingham Spectateurs : 27 909 Arbitrage : Sunny Sukhvir Gill | City Ground, Nottingham Spectateurs : 27 909 Arbitrage : Sunny Sukhvir Gill |

| 7 janvier 2024 | Manchester City (1)                                  | 5 - 0   | Huddersfield Town (2) |                                                                                           |                                                                                           |
| 15h00          | Foden 33e 65e · Álvarez 37e · Jackson 58e · Doku 74e | (2 - 0) |                       | City of Manchester Stadium, Manchester Spectateurs : 51 939 Arbitrage : Michael Salisbury | City of Manchester Stadium, Manchester Spectateurs : 51 939 Arbitrage : Michael Salisbury |
| 15h00          | Rapport                                              |         |                       | City of Manchester Stadium, Manchester Spectateurs : 51 939 Arbitrage : Michael Salisbury | City of Manchester Stadium, Manchester Spectateurs : 51 939 Arbitrage : Michael Salisbury |

| 7 janvier 2024 | Arsenal FC (1) | 0 - 2   | Liverpool FC (1)              |                                                                        |                                                                        |
| 17h30          |                | (0 - 0) | 80e (csc) Kiwior · 90+5e Díaz | Emirates Stadium, Londres Spectateurs : 58 538 Arbitrage : John Brooks | Emirates Stadium, Londres Spectateurs : 58 538 Arbitrage : John Brooks |
| 17h30          | Rapport        |         |                               | Emirates Stadium, Londres Spectateurs : 58 538 Arbitrage : John Brooks | Emirates Stadium, Londres Spectateurs : 58 538 Arbitrage : John Brooks |

| 8 janvier 2024 | Wigan Athletic (3) | 0 - 2   | Manchester United (1)            |                                                                   |                                                                   |
| 21h15          |                    | (0 - 1) | 22e Dalot · 74e (pen.) Fernandes | DW Stadium, Wigan Spectateurs : 22 870 Arbitrage : Anthony Taylor | DW Stadium, Wigan Spectateurs : 22 870 Arbitrage : Anthony Taylor |
| 21h15          | Rapport            |         |                                  | DW Stadium, Wigan Spectateurs : 22 870 Arbitrage : Anthony Taylor | DW Stadium, Wigan Spectateurs : 22 870 Arbitrage : Anthony Taylor |

###### Replay
| 16 janvier 2024 | Wolverhampton Wanderers (1)            | 3 - 2 ap              | Brentford FC (1)         |                                                                              |                                                                              |
| 20h30           | Semedo 36e · Fraser 72e · Cunha 105+5e | (1 - 1, 2 - 2, 3 - 2) | 13e Collins · 52e Maupay | Molineux Stadium, Wolverhampton Spectateurs : 24 692 Arbitrage : Andy Madley | Molineux Stadium, Wolverhampton Spectateurs : 24 692 Arbitrage : Andy Madley |
| 20h30           | Rapport                                |                       |                          | Molineux Stadium, Wolverhampton Spectateurs : 24 692 Arbitrage : Andy Madley | Molineux Stadium, Wolverhampton Spectateurs : 24 692 Arbitrage : Andy Madley |

| 16 janvier 2024 | Bolton Wanderers (3) | 1 - 2   | Luton Town (1)         |                                                                                       |                                                                                       |
| 20h45           | Charles 11e          | (1 - 1) | 15e Chong · 57e Ogbene | University of Bolton Stadium, Horwich Spectateurs : 10 878 Arbitrage : Thomas Bramall | University of Bolton Stadium, Horwich Spectateurs : 10 878 Arbitrage : Thomas Bramall |
| 20h45           | Rapport              |         |                        | University of Bolton Stadium, Horwich Spectateurs : 10 878 Arbitrage : Thomas Bramall | University of Bolton Stadium, Horwich Spectateurs : 10 878 Arbitrage : Thomas Bramall |

| 16 janvier 2024 | Bristol City (2) | 1 - 0   | West Ham United (1) |                                                                              |                                                                              |
| 20h45           | Conway 3e        | (1 - 0) |                     | Ashton Gate Stadium, Bristol Spectateurs : 25 616 Arbitrage : Darren England | Ashton Gate Stadium, Bristol Spectateurs : 25 616 Arbitrage : Darren England |
| 20h45           | Rapport          |         |                     | Ashton Gate Stadium, Bristol Spectateurs : 25 616 Arbitrage : Darren England | Ashton Gate Stadium, Bristol Spectateurs : 25 616 Arbitrage : Darren England |

| 16 janvier 2024 | Eastleigh FC (5) | 1 - 3   | Newport County (4)                       |                                                                  |                                                                  |
| 20h45           | McCallum 48e     | (0 - 1) | 3e Aaron Wildig · 60e Clarke · 79e Evans | Ten Acres, Eastleigh Spectateurs : 5 075 Arbitrage : Sam Allison | Ten Acres, Eastleigh Spectateurs : 5 075 Arbitrage : Sam Allison |
| 20h45           | Rapport          |         |                                          | Ten Acres, Eastleigh Spectateurs : 5 075 Arbitrage : Sam Allison | Ten Acres, Eastleigh Spectateurs : 5 075 Arbitrage : Sam Allison |

| 16 janvier 2024 | Birmingham City (2)            | 2 - 1   | Hull City (2) |                                                                     |                                                                     |
| 20h45           | Stansfield 66e · Miyoshi 90+3e | (0 - 1) | 12e Lokilo    | St Andrew's, Birmingham Spectateurs : 7 133 Arbitrage : Lewis Smith | St Andrew's, Birmingham Spectateurs : 7 133 Arbitrage : Lewis Smith |
| 20h45           | Rapport                        |         |               | St Andrew's, Birmingham Spectateurs : 7 133 Arbitrage : Lewis Smith | St Andrew's, Birmingham Spectateurs : 7 133 Arbitrage : Lewis Smith |

| 17 janvier 2024 | Bristol Rovers (3) | 1 - 3   | Norwich City (2)                        |                                                                        |                                                                        |
| 20h45           | McCormick 20e      | (1 - 0) | 53e Sara · 59e (pen.) Idah · 87e McLean | Memorial Stadium, Bristol Spectateurs : 10 335 Arbitrage : Andy Davies | Memorial Stadium, Bristol Spectateurs : 10 335 Arbitrage : Andy Davies |
| 20h45           | Rapport            |         |                                         | Memorial Stadium, Bristol Spectateurs : 10 335 Arbitrage : Andy Davies | Memorial Stadium, Bristol Spectateurs : 10 335 Arbitrage : Andy Davies |

| 17 janvier 2024 | Everton FC (1) | 1 - 0   | Crystal Palace (1) |                                                                           |                                                                           |
| 20h45           | Gomes 42e      | (1 - 0) |                    | Goodison Park, Liverpool Spectateurs : 37 796 Arbitrage : Tony Harrington | Goodison Park, Liverpool Spectateurs : 37 796 Arbitrage : Tony Harrington |
| 20h45           | Rapport        |         |                    | Goodison Park, Liverpool Spectateurs : 37 796 Arbitrage : Tony Harrington | Goodison Park, Liverpool Spectateurs : 37 796 Arbitrage : Tony Harrington |

| 17 janvier 2024 | Blackpool FC (3)        | 2 - 3 ap              | Nottingham Forest (1)                    |                                                                        |                                                                        |
| 20h45           | Morgan 61e · Joseph 78e | (0 - 1, 2 - 2, 2 - 2) | 16e Omobamidele · 46e Danilo · 110e Wood | Bloomfield Road, Blackpool Spectateurs : 8 098 Arbitrage : Darren Bond | Bloomfield Road, Blackpool Spectateurs : 8 098 Arbitrage : Darren Bond |
| 20h45           | Rapport                 |                       |                                          | Bloomfield Road, Blackpool Spectateurs : 8 098 Arbitrage : Darren Bond | Bloomfield Road, Blackpool Spectateurs : 8 098 Arbitrage : Darren Bond |

#### Quatrième tour (1/16 de finale)

##### Participants
Le tirage au sort a lieu le 8 janvier 2024.

##### Rencontres
| 25 janvier 2024 | AFC Bournemouth (1)                                              | 5 - 0   | Swansea City (2) |                                                                         |                                                                         |
| 20h45           | Kelly 7e · Scott 10e · Sinisterra 14e · Brooks 35e · Solanke 44e | (5 - 0) |                  | Dean Court, Bournemouth Spectateurs : 10 166 Arbitrage : Darren England | Dean Court, Bournemouth Spectateurs : 10 166 Arbitrage : Darren England |
| 20h45           | Rapport                                                          |         |                  | Dean Court, Bournemouth Spectateurs : 10 166 Arbitrage : Darren England | Dean Court, Bournemouth Spectateurs : 10 166 Arbitrage : Darren England |

| 26 janvier 2024 | Bristol City (2) | 0 - 0   | Nottingham Forest (1) |                                                                              |                                                                              |
| 20h45           |                  | (0 - 0) |                       | Ashton Gate Stadium, Bristol Spectateurs : 25 787 Arbitrage : Stuart Attwell | Ashton Gate Stadium, Bristol Spectateurs : 25 787 Arbitrage : Stuart Attwell |
| 20h45           | Rapport          |         |                       | Ashton Gate Stadium, Bristol Spectateurs : 25 787 Arbitrage : Stuart Attwell | Ashton Gate Stadium, Bristol Spectateurs : 25 787 Arbitrage : Stuart Attwell |

| 26 janvier 2024 | Sheffield Wednesday (2) | 1 - 1   | Coventry City (2) |                                                                      |                                                                      |
| 20h45           | Gassama 84e             | (0 - 1) | 45e Torp          | Hillsborough, Sheffield Spectateurs : 14 215 Arbitrage : Darren Bond | Hillsborough, Sheffield Spectateurs : 14 215 Arbitrage : Darren Bond |
| 20h45           | Rapport                 |         |                   | Hillsborough, Sheffield Spectateurs : 14 215 Arbitrage : Darren Bond | Hillsborough, Sheffield Spectateurs : 14 215 Arbitrage : Darren Bond |

| 26 janvier 2024 | Chelsea FC (1) | 0 - 0   | Aston Villa (1) |                                                                        |                                                                        |
| 20h45           |                | (0 - 0) |                 | Stamford Bridge, Londres Spectateurs : 39 325 Arbitrage : Robert Jones | Stamford Bridge, Londres Spectateurs : 39 325 Arbitrage : Robert Jones |
| 20h45           | Rapport        |         |                 | Stamford Bridge, Londres Spectateurs : 39 325 Arbitrage : Robert Jones | Stamford Bridge, Londres Spectateurs : 39 325 Arbitrage : Robert Jones |

| 26 janvier 2024 | Tottenham Hotspur (1) | 0 - 1   | Manchester City (1) |                                                                                  |                                                                                  |
| 21h00           |                       | (0 - 0) | 88e Aké             | Tottenham Hotspur Stadium, Londres Spectateurs : 60 872 Arbitrage : Paul Tierney | Tottenham Hotspur Stadium, Londres Spectateurs : 60 872 Arbitrage : Paul Tierney |
| 21h00           | Rapport               |         |                     | Tottenham Hotspur Stadium, Londres Spectateurs : 60 872 Arbitrage : Paul Tierney | Tottenham Hotspur Stadium, Londres Spectateurs : 60 872 Arbitrage : Paul Tierney |

| 27 janvier 2024 | Ipswich Town (2) | 1 - 2   | Maidstone United (6)     |                                                                       |                                                                       |
| 13h30           | Sarmiento 56e    | (0 - 1) | 43e Reynolds · 66e Corne | Portman Road, Ipswich Spectateurs : 27 273 Arbitrage : Anthony Taylor | Portman Road, Ipswich Spectateurs : 27 273 Arbitrage : Anthony Taylor |
| 13h30           | Rapport          |         |                          | Portman Road, Ipswich Spectateurs : 27 273 Arbitrage : Anthony Taylor | Portman Road, Ipswich Spectateurs : 27 273 Arbitrage : Anthony Taylor |

| 27 janvier 2024 | Leicester City (2)                | 3 - 0   | Birmingham City (2) |                                                                             |                                                                             |
| 16h00           | Vardy 47e · Akgün 72e · Praet 88e | (0 - 0) |                     | King Power Stadium, Leicester Spectateurs : 28 396 Arbitrage : Craig Pawson | King Power Stadium, Leicester Spectateurs : 28 396 Arbitrage : Craig Pawson |
| 16h00           | Rapport                           |         |                     | King Power Stadium, Leicester Spectateurs : 28 396 Arbitrage : Craig Pawson | King Power Stadium, Leicester Spectateurs : 28 396 Arbitrage : Craig Pawson |

| 27 janvier 2024 | Leeds United (2) | 1 - 1   | Plymouth Argyle (2) |                                                                 |                                                                 |
| 16h00           | Anthony 31e      | (1 - 0) | 73e Randell         | Elland Road, Leeds Spectateurs : 35 247 Arbitrage : Lewis Smith | Elland Road, Leeds Spectateurs : 35 247 Arbitrage : Lewis Smith |
| 16h00           | Rapport          |         |                     | Elland Road, Leeds Spectateurs : 35 247 Arbitrage : Lewis Smith | Elland Road, Leeds Spectateurs : 35 247 Arbitrage : Lewis Smith |

| 27 janvier 2024 | Everton FC (1) | 1 - 2   | Luton Town (1)                      |                                                                        |                                                                        |
| 16h00           | Harrison 55e   | (0 - 1) | 39e (csc) Mykolenko · 90+6e Woodrow | Goodison Park, Liverpool Spectateurs : 37 713 Arbitrage : Simon Hooper | Goodison Park, Liverpool Spectateurs : 37 713 Arbitrage : Simon Hooper |
| 16h00           | Rapport        |         |                                     | Goodison Park, Liverpool Spectateurs : 37 713 Arbitrage : Simon Hooper | Goodison Park, Liverpool Spectateurs : 37 713 Arbitrage : Simon Hooper |

| 27 janvier 2024 | Sheffield United (1)    | 2 - 5   | Brighton & Hove Albion (1)                                       |                                                                     |                                                                     |
| 16h00           | Hamer 44e · Osula 45+8e | (2 - 2) | 14e Buonanotte · 29e (pen.) 52e (pen.) 67e Pedro · 90+7e Welbeck | Bramall Lane, Sheffield Spectateurs : 18 391 Arbitrage : Sunny Gill | Bramall Lane, Sheffield Spectateurs : 18 391 Arbitrage : Sunny Gill |
| 16h00           | Rapport                 |         |                                                                  | Bramall Lane, Sheffield Spectateurs : 18 391 Arbitrage : Sunny Gill | Bramall Lane, Sheffield Spectateurs : 18 391 Arbitrage : Sunny Gill |

| 27 janvier 2024 | Fulham FC (1) | 0 - 2   | Newcastle United (1)     |                                                                         |                                                                         |
| 20h00           |               | (0 - 1) | 39e Longstaff · 61e Burn | Craven Cottage, Londres Spectateurs : 18 960 Arbitrage : Jarred Gillett | Craven Cottage, Londres Spectateurs : 18 960 Arbitrage : Jarred Gillett |
| 20h00           | Rapport       |         |                          | Craven Cottage, Londres Spectateurs : 18 960 Arbitrage : Jarred Gillett | Craven Cottage, Londres Spectateurs : 18 960 Arbitrage : Jarred Gillett |

| 28 janvier 2024 | West Bromwich Albion (2) | 0 - 2   | Wolverhampton Wanderers (1) |                                                                           |                                                                           |
| 12h45           |                          | (0 - 1) | 38e Neto · 78e Cunha        | The Hawthorns, Birmingham Spectateurs : 25 013 Arbitrage : Thomas Bramall | The Hawthorns, Birmingham Spectateurs : 25 013 Arbitrage : Thomas Bramall |
| 12h45           | Rapport                  |         |                             | The Hawthorns, Birmingham Spectateurs : 25 013 Arbitrage : Thomas Bramall | The Hawthorns, Birmingham Spectateurs : 25 013 Arbitrage : Thomas Bramall |

| 28 janvier 2024 | Watford FC (2) | 1 - 1   | Southampton FC (2) |                                                                           |                                                                           |
| 15h00           | Martins 5e     | (1 - 0) | 89e Armstrong      | Vicarage Road, Watford Spectateurs : 16 688 Arbitrage : Michael Salisbury | Vicarage Road, Watford Spectateurs : 16 688 Arbitrage : Michael Salisbury |
| 15h00           | Rapport        |         |                    | Vicarage Road, Watford Spectateurs : 16 688 Arbitrage : Michael Salisbury | Vicarage Road, Watford Spectateurs : 16 688 Arbitrage : Michael Salisbury |

| 28 janvier 2024 | Liverpool FC (1)                                                    | 5 - 2   | Norwich City (2)       |                                                                    |                                                                    |
| 15h30           | Jones 16e · Núñez 28e · Jota 53e · van Dijk 63e · Gravenberch 90+5e | (2 - 1) | 22e Gibson · 69e Sainz | Anfield, Liverpool Spectateurs : 57 334 Arbitrage : Samuel Barrott | Anfield, Liverpool Spectateurs : 57 334 Arbitrage : Samuel Barrott |
| 15h30           | Rapport                                                             |         |                        | Anfield, Liverpool Spectateurs : 57 334 Arbitrage : Samuel Barrott | Anfield, Liverpool Spectateurs : 57 334 Arbitrage : Samuel Barrott |

| 28 janvier 2024 | Newport County (4)     | 2 - 4   | Manchester United (1)                                  |                                                                    |                                                                    |
| 17h30           | Morris 36e · Evans 47e | (1 - 2) | 7e Fernandes · 13e Mainoo · 68e Antony · 90+4e Højlund | Rodney Parade, Newport Spectateurs : 9 086 Arbitrage : David Coote | Rodney Parade, Newport Spectateurs : 9 086 Arbitrage : David Coote |
| 17h30           | Rapport                |         |                                                        | Rodney Parade, Newport Spectateurs : 9 086 Arbitrage : David Coote | Rodney Parade, Newport Spectateurs : 9 086 Arbitrage : David Coote |

| 29 janvier 2024 | Blackburn Rovers (2)                              | 4 - 1   | Wrexham AFC (4) |                                                                    |                                                                    |
| 19h30           | Szmodics 32e 45+1e · Gallagher 34e · Tronstad 59e | (3 - 1) | 19e Cannon      | Ewood Park, Blackburn Spectateurs : 18 169 Arbitrage : Andy Madley | Ewood Park, Blackburn Spectateurs : 18 169 Arbitrage : Andy Madley |
| 19h30           | Rapport                                           |         |                 | Ewood Park, Blackburn Spectateurs : 18 169 Arbitrage : Andy Madley | Ewood Park, Blackburn Spectateurs : 18 169 Arbitrage : Andy Madley |

###### Replay
| 6 février 2024 | Southampton FC (2)       | 3 - 0   | Watford FC (2) |                                                                             |                                                                             |
| 20h45          | Mara 52e 58e · Adams 76e | (0 - 0) |                | St Mary's Stadium, Southampton Spectateurs : 17 844 Arbitrage : Darren Bond | St Mary's Stadium, Southampton Spectateurs : 17 844 Arbitrage : Darren Bond |
| 20h45          | Rapport                  |         |                | St Mary's Stadium, Southampton Spectateurs : 17 844 Arbitrage : Darren Bond | St Mary's Stadium, Southampton Spectateurs : 17 844 Arbitrage : Darren Bond |

| 6 février 2024 | Coventry City (2)                       | 4 - 1   | Sheffield Wednesday (2) |                                                                                           |                                                                                           |
| 20h45          | Palmer 3e · O'Hare 50e 56e · Wright 58e | (1 - 1) | 10e Cadamarteri         | Coventry Building Society Arena, Coventry Spectateurs : 19 359 Arbitrage : Chris Kavanagh | Coventry Building Society Arena, Coventry Spectateurs : 19 359 Arbitrage : Chris Kavanagh |
| 20h45          | Rapport                                 |         |                         | Coventry Building Society Arena, Coventry Spectateurs : 19 359 Arbitrage : Chris Kavanagh | Coventry Building Society Arena, Coventry Spectateurs : 19 359 Arbitrage : Chris Kavanagh |

| 6 février 2024 | Plymouth Argyle (2) | 1 - 4 ap              | Leeds United (2)                                               |                                                                   |                                                                   |
| 20h45          | Galloway 78e        | (0 - 0, 1 - 1, 1 - 2) | 66e Gnonto · 97e Summerville · 111e Rutter · 117e (csc) Hardie | Home Park, Plymouth Spectateurs : 16 636 Arbitrage : Robert Jones | Home Park, Plymouth Spectateurs : 16 636 Arbitrage : Robert Jones |
| 20h45          | Rapport             |                       |                                                                | Home Park, Plymouth Spectateurs : 16 636 Arbitrage : Robert Jones | Home Park, Plymouth Spectateurs : 16 636 Arbitrage : Robert Jones |

| 7 février 2024 | Nottingham Forest (1)                                     | 1 - 1 ap 5 - 3 t. a. b. | Bristol City (2)                 |                                                                            |                                                                            |
| 20h45          | Origi 8e                                                  | (1 - 1, 1 - 1, 1 - 1)   | 14e Knight                       | City Ground, Nottingham Spectateurs : 27 754 Arbitrage : Michael Salisbury | City Ground, Nottingham Spectateurs : 27 754 Arbitrage : Michael Salisbury |
| 20h45          | Rapport                                                   |                         |                                  | City Ground, Nottingham Spectateurs : 27 754 Arbitrage : Michael Salisbury | City Ground, Nottingham Spectateurs : 27 754 Arbitrage : Michael Salisbury |
| 20h45          | Gibbs-White · Hudson-Odoi · Williams · Niakhaté · Awoniyi | Tirs au but 5 - 3       | Cornick · Bell · Wells · Mehmeti | City Ground, Nottingham Spectateurs : 27 754 Arbitrage : Michael Salisbury | City Ground, Nottingham Spectateurs : 27 754 Arbitrage : Michael Salisbury |

| 7 février 2024 | Aston Villa (1) | 1 - 3   | Chelsea FC (1)                              |                                                                        |                                                                        |
| 21h00          | Diaby 90+1e     | (0 - 2) | 11e Gallagher · 21e Jackson · 54e Fernández | Villa Park, Birmingham Spectateurs : 40 013 Arbitrage : Thomas Bramall | Villa Park, Birmingham Spectateurs : 40 013 Arbitrage : Thomas Bramall |
| 21h00          | Rapport         |         |                                             | Villa Park, Birmingham Spectateurs : 40 013 Arbitrage : Thomas Bramall | Villa Park, Birmingham Spectateurs : 40 013 Arbitrage : Thomas Bramall |

#### Cinquième tour (1/8 de finale)

##### Participants
Le tirage au sort a lieu le 28 janvier 2024.

##### Rencontres
| 26 février 2024 | Coventry City (2)                    | 5 - 0   | Maidstone United (6) |                                                                                              |                                                                                              |
| 20h45           | Simms 9e 14e 35e · Tavares 88e 90+2e | (3 - 0) |                      | Coventry Building Society Arena, Coventry Spectateurs : 26 857 Arbitrage : Michael Salisbury | Coventry Building Society Arena, Coventry Spectateurs : 26 857 Arbitrage : Michael Salisbury |
| 20h45           | Rapport                              |         |                      | Coventry Building Society Arena, Coventry Spectateurs : 26 857 Arbitrage : Michael Salisbury | Coventry Building Society Arena, Coventry Spectateurs : 26 857 Arbitrage : Michael Salisbury |

| 27 février 2024 | AFC Bournemouth (1) | 0 - 1 ap              | Leicester City (2)   |                                                                       |                                                                       |
| 20h30           |                     | (0 - 0, 0 - 0, 0 - 1) | 105e Fatawu Issahaku | Dean Court, Bournemouth Spectateurs : 10 872 Arbitrage : Paul Tierney | Dean Court, Bournemouth Spectateurs : 10 872 Arbitrage : Paul Tierney |
| 20h30           | Rapport             |                       |                      | Dean Court, Bournemouth Spectateurs : 10 872 Arbitrage : Paul Tierney | Dean Court, Bournemouth Spectateurs : 10 872 Arbitrage : Paul Tierney |

| 27 février 2024 | Blackburn Rovers (2)                            | 1 - 1 ap 3 - 4 t. a. b. | Newcastle United (1)                           |                                                                       |                                                                       |
| 20h45           | Szmodics 79e                                    | (0 - 0, 1 - 1, 1 - 1)   | 71e Gordon                                     | Ewood Park, Blackburn Spectateurs : 22 730 Arbitrage : Jarred Gillett | Ewood Park, Blackburn Spectateurs : 22 730 Arbitrage : Jarred Gillett |
| 20h45           | Rapport                                         |                         |                                                | Ewood Park, Blackburn Spectateurs : 22 730 Arbitrage : Jarred Gillett | Ewood Park, Blackburn Spectateurs : 22 730 Arbitrage : Jarred Gillett |
| 20h45           | Szmodics · Brittain · Sigurðsson · Ayari · Hyam | Tirs au but 3 - 4       | Schär · Barnes · Guimarães · Anderson · Gordon | Ewood Park, Blackburn Spectateurs : 22 730 Arbitrage : Jarred Gillett | Ewood Park, Blackburn Spectateurs : 22 730 Arbitrage : Jarred Gillett |

| 27 février 2024 | Luton Town (1) | 2 - 6   | Manchester City (1)                      |                                                                        |                                                                        |
| 21h00           | Clark 45e 52e  | (1 - 3) | 3e 18e 40e 55e 58e Haaland · 72e Kovačić | Kenilworth Road, Luton Spectateurs : 11 163 Arbitrage : Anthony Taylor | Kenilworth Road, Luton Spectateurs : 11 163 Arbitrage : Anthony Taylor |
| 21h00           | Rapport        |         |                                          | Kenilworth Road, Luton Spectateurs : 11 163 Arbitrage : Anthony Taylor | Kenilworth Road, Luton Spectateurs : 11 163 Arbitrage : Anthony Taylor |

| 28 février 2024 | Nottingham Forest (1) | 0 - 1   | Manchester United (1) |                                                                         |                                                                         |
| 20h45           |                       | (0 - 0) | 89e Casemiro          | City Ground, Nottingham Spectateurs : 28 665 Arbitrage : Chris Kavanagh | City Ground, Nottingham Spectateurs : 28 665 Arbitrage : Chris Kavanagh |
| 20h45           | Rapport               |         |                       | City Ground, Nottingham Spectateurs : 28 665 Arbitrage : Chris Kavanagh | City Ground, Nottingham Spectateurs : 28 665 Arbitrage : Chris Kavanagh |

| 28 février 2024 | Chelsea FC (1)                           | 3 - 2   | Leeds United (2) |                                                                       |                                                                       |
| 20h45           | Jackson 15e · Mudryk 37e · Gallagher 90e | (2 - 1) | 8e 59e Joseph    | Stamford Bridge, Londres Spectateurs : 37 892 Arbitrage : David Coote | Stamford Bridge, Londres Spectateurs : 37 892 Arbitrage : David Coote |
| 20h45           | Rapport                                  |         |                  | Stamford Bridge, Londres Spectateurs : 37 892 Arbitrage : David Coote | Stamford Bridge, Londres Spectateurs : 37 892 Arbitrage : David Coote |

| 28 février 2024 | Wolverhampton Wanderers (1) | 1 - 0   | Brighton & Hove Albion (1) |                                                         |                                                         |
| 20h45           | Lemina 2e                   | (1 - 0) |                            | Molineux Stadium, Wolverhampton Arbitrage : Andy Madley | Molineux Stadium, Wolverhampton Arbitrage : Andy Madley |
| 20h45           | Rapport                     |         |                            | Molineux Stadium, Wolverhampton Arbitrage : Andy Madley | Molineux Stadium, Wolverhampton Arbitrage : Andy Madley |

| 28 février 2024 | Liverpool FC (1)           | 3 - 0   | Southampton FC (2) |                                             |                                             |
| 21h00           | Koumas 44e · Danns 73e 88e | (1 - 0) |                    | Anfield, Liverpool Arbitrage : Craig Pawson | Anfield, Liverpool Arbitrage : Craig Pawson |
| 21h00           | Rapport                    |         |                    | Anfield, Liverpool Arbitrage : Craig Pawson | Anfield, Liverpool Arbitrage : Craig Pawson |

#### Quarts de finale

##### Participants
Le tirage au sort a lieu le mercredi 28 février 2024.

##### Rencontres
| 16 mars 2024 | Wolverhampton Wanderers (1)            | 2 - 3   | Coventry City (2)                                                   | Molineux Stadium, Wolverhampton                 |                                                 |
| 13h15        | Aït-Nouri 83e · ( Aït-Nouri) Bueno 88e | (0 - 0) | 53e 90+7e Simms ( Latibeaudiere) ( Thomas) · 90+10e Wright ( Simms) | Spectateurs : 31 262 Arbitrage : Samuel Barrott | Spectateurs : 31 262 Arbitrage : Samuel Barrott |
| 13h15        | Aït-Nouri 7e · Sarabia 81e             | Rapport | 90+11e Palmer                                                       | Spectateurs : 31 262 Arbitrage : Samuel Barrott | Spectateurs : 31 262 Arbitrage : Samuel Barrott |

| 16 mars 2024 | Manchester City (1)            | 2 - 0   | Newcastle United (1)                      | City of Manchester Stadium, Manchester |                          |
| 18h30        | ( Rodri) ( Dias) Silva 13e 31e | (2 - 0) |                                           | Arbitrage : Simon Hooper               | Arbitrage : Simon Hooper |
| 18h30        |                                | Rapport | 18e Schär · 28e Lascelles · 90+3e Almirón | Arbitrage : Simon Hooper               | Arbitrage : Simon Hooper |

| 17 mars 2024 | Chelsea FC (1)                                                                                             | 4 - 2   | Leicester City (2)                                    | Stamford Bridge, Londres                     |                                              |
| 13h45        | ( Jackson) Cucurella 13e · ( Sterling) Palmer 45+1e · ( Palmer) Chukwuemeka 90+2e · ( Gusto) Madueke 90+8e | (2 - 0) | 51e (csc) Axel Disasi · 62e Mavididi ( Dewsbury-Hall) | Spectateurs : 39 589 Arbitrage : Andy Madley | Spectateurs : 39 589 Arbitrage : Andy Madley |
| 13h45        | | Rapport | 67e Mavididi · 73e Doyle · 90+6e Coady                | Spectateurs : 39 589 Arbitrage : Andy Madley | Spectateurs : 39 589 Arbitrage : Andy Madley |

| 17 mars 2024 | Manchester United (1)                                                               | 4 - 3 ap              | Liverpool FC (1)                                                         | Old Trafford, Manchester |                         |
| 16h30        | McTominay 10e · Antony 87e · ( McTominay) Rashford 112e · ( Garnacho) Diallo 120+1e | (1 - 2, 2 - 2, 2 - 3) | 44e Mac Allister ( Núñez) · 45+2e Salah · 105e Harvey Elliott ( Bradley) | Arbitrage : John Brooks  | Arbitrage : John Brooks |
| 16h30        | Fernandes 48e · Diallo 116e, 120+2e                                                 | Rapport               | 31e Mac Allister · 60e Gomez · 109e Kelleher                             | Arbitrage : John Brooks  | Arbitrage : John Brooks |

#### Demi-finale

##### Participants
Le tirage au sort a lieu le 17 février 2024.

##### Rencontres
| 20 avril 2024 | Manchester City (1)                     | 1 - 0   | Chelsea FC (1)                             | Stade de Wembley, Londres                       |                                                 |
| 18h15         | Silva 84e                               | (0 - 0) |                                            | Spectateurs : 80 902 Arbitrage : Michael Oliver | Spectateurs : 80 902 Arbitrage : Michael Oliver |
| 18h15         | Álvarez 58e · Foden 83e · De Bruyne 86e | Rapport | 45e Caicedo · 83e Petrović · 86e Fernández | Spectateurs : 80 902 Arbitrage : Michael Oliver | Spectateurs : 80 902 Arbitrage : Michael Oliver |

| 21 avril 2024 | Coventry City (2)                                                | 3 - 3 ap              | Manchester United (1)                                               | Stade de Wembley, Londres                     |                                               |
| 16h30         | ( Tavares) Simms 71e · ( Simms) O'Hare 79e · Wright 90+5e (pen.) | (0 - 2, 3 - 3, 3 - 3) | 23e McTominay ( Dalot) · 45+1e Maguire ( Fernandes) · 58e Fernandes | Spectateurs : 83 672 Arbitrage : Robert Jones | Spectateurs : 83 672 Arbitrage : Robert Jones |
| 16h30         | Thomas 82e · Dasilva 111e                                        | Rapport               | 85e Onana ·                                                         | Spectateurs : 83 672 Arbitrage : Robert Jones | Spectateurs : 83 672 Arbitrage : Robert Jones |
| 16h30         | Wright · Torp · O'Hare · Sheaf                                   | Tirs au but 2 - 4     | Casemiro · Dalot · Eriksen · Fernandes · Højlund                    | Spectateurs : 83 672 Arbitrage : Robert Jones | Spectateurs : 83 672 Arbitrage : Robert Jones |

#### Finale
| Finale                   | Manchester City (1) | 1 - 2   | Manchester United (1)                  | Stade de Wembley, Londres                      |                                                |
| Samedi 25 mai 2024 16h00 | ( Foden) Doku 87e   | (0 - 2) | 30e Garnacho · 39e Mainoo ( Fernandes) | Spectateurs : 84 814 Arbitrage : Andrew Madley | Spectateurs : 84 814 Arbitrage : Andrew Madley |
| Samedi 25 mai 2024 16h00 | Álvarez 90+5e       | Rapport | 45e Mainoo · 90+5e McTominay           | Spectateurs : 84 814 Arbitrage : Andrew Madley | Spectateurs : 84 814 Arbitrage : Andrew Madley |

## Nombre d'équipes par division et par tour
| Divisions / Manches                                                 | 1er tour (40 rencontres) | 2e tour (20 rencontres) | 3e tour (1/32 de finale) (32 rencontres) | 4e tour (1/16 de finale) (16 rencontres) | 5e tour (1/8 de finale) (8 rencontres) | Quarts de finale (4 rencontres) | Demi-finales (2 rencontres) | Finale (1 rencontres) |
| ------------------------------------------------------------------- | ------------------------ | ----------------------- | ---------------------------------------- | ---------------------------------------- | -------------------------------------- | ------------------------------- | --------------------------- | --------------------- |
| Premier League 20 clubs                                             | Exemptés                 | Exemptés                | 20                                       | 15                                       | 10                                     | 6                               | 3                           | 2                     |
| Championship 24 clubs                                               | Exemptés                 | Exemptés                | 24                                       | 14                                       | 5                                      | 2                               | 1                           | Aucune équipe         |
| League One 24 clubs                                                 | 24                       | 16                      | 9                                        | Aucune équipe                            | Aucune équipe                          | Aucune équipe                   | Aucune équipe               | Aucune équipe         |
| League Two 24 clubs                                                 | 24                       | 15                      | 7                                        | 2                                        | Aucune équipe                          | Aucune équipe                   | Aucune équipe               | Aucune équipe         |
| National League 24 clubs                                            | 14                       | 5                       | 3                                        | Aucune équipe                            | Aucune équipe                          | Aucune équipe                   | Aucune équipe               | Aucune équipe         |
| National League North & South 48 clubs                              | 9                        | 3                       | 1                                        | 1                                        | 1                                      | Aucune équipe                   | Aucune équipe               | Aucune équipe         |
| Northern Premier League, Southern League, Isthmian League 88 clubs  | 6                        | Aucune équipe           | Aucune équipe                            | Aucune équipe                            | Aucune équipe                          | Aucune équipe                   | Aucune équipe               | Aucune équipe         |
| Northern Premier League, Southern League, Isthmian League 160 clubs | 3                        | 1                       | Aucune équipe                            | Aucune équipe                            | Aucune équipe                          | Aucune équipe                   | Aucune équipe               | Aucune équipe         |
| Total                                                               | 80                       | 40                      | 64                                       | 32                                       | 16                                     | 8                               | 4                           | 2                     |